# Культура Узбекистана
Культура Узбекистана — культура народов Узбекистана, проживавших и проживающих на территории Узбекистана и государств, существовавших на территории современного Узбекистана.

## История развития культур народов на территории современного Узбекистана

### Доисторическая культура
Появление человека на территории современного Узбекистана относится к эпоху раннего палеолита. 15—12 тысяч лет назад начался переход к мезолиту. Характерным памятником первобытного изобразительного искусства является Зарау́т-Сай (Зараутсай) — ущелье в юго-западных отрогах Гиссарского хребта в Узбекистане, где были найдены наскальные рисунки эпох мезолита и неолита, а также более поздние изображения. Рисунки, нанесённые охрой, были обнаружены на скальных навесах, в нишах и небольших гротах. Главный сюжет рисунков — охота людей с собаками на диких быков, джейранов, козлов и кабанов.
Наска́льные изображе́ния Иланса́я' (Илан-сая, Илянсая, Илян-сая, археологический памятник в Самаркандской области Узбекистана. Петроглифы расположены в ущелье небольшой реки Илансай, стекающей с северного склона Каратепинских гор, которые входят в состав Зеравшанского хребта. Наскальные рисунки выявлены на протяжении около 4—5 км течения Илансая (в 15—16 км на юг от города Самарканда), главным образом, вдоль тропы по левому берегу сая. Изображения нанесены на поверхность гранитных скал и отдельно стоящих крупных валунов и обращены в восточную или южную сторону, откуда на них направлены солнечные лучи.

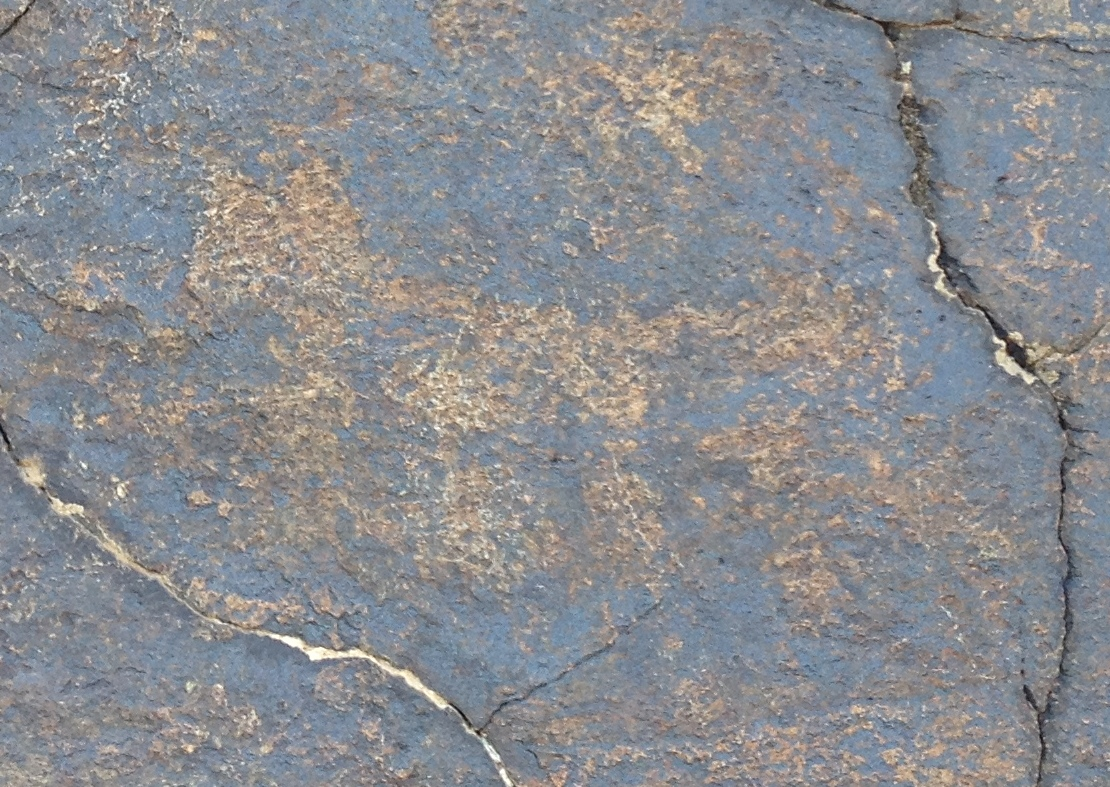
Изображение собаки в группе Бури-Буи

Среди петроглифов имеются изображения животных, таких как горный козёл, баран, олень, лошадь, верблюд, собака, змея, фигуры людей (в том числе, всадников) и человеческая рука, различных предметов (стрелковое оружие), а также арабские надписи. Наиболее многочисленны фигурки горных козлов, в связи с чем И. В. Сухарев отмечает, что данное млекопитающее не встречается и вряд ли встречалось когда-либо в окрестной низкогорной местности. По его мнению, изображение горных козлов в Илансае носит характер культового пережитка. Проработанность рисунков сильно варьирует, от довольно реалистичных фигурок с естественными пропорциями до схематичных силуэтов, сведённых к простым геометрическим формам, у которых отсутствуют некоторые части тела, причём художественные изображения считаются более старыми, а грубые — хронологически молодыми.

### Культура эпохи древнейших государств: Бактрии, Хорезма и Согда

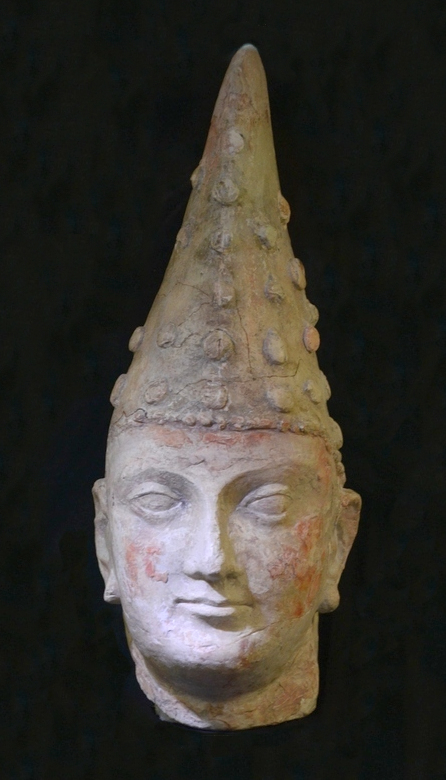
Кушанский принц, Дальверзин-тепе, I в. н. э., Узбекистан, Музей истории народов Узбекистана

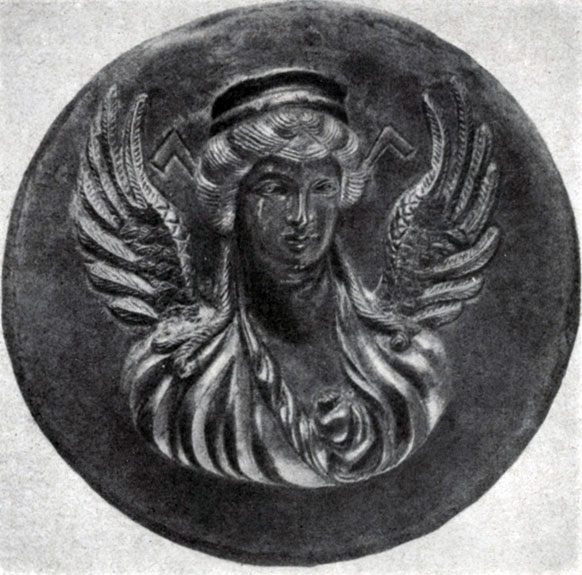
Богиня Хванинда. Бактрийский рельеф. Серебро с позолотой. Диаметр 12 см. Первая половина II в. до н. э. Ленинград. Эрмитаж.

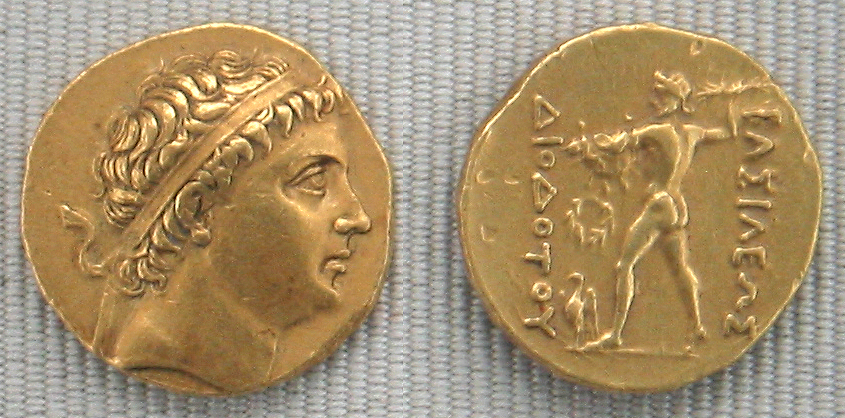
Золотая монета Диодота I (245 год до н. э.) Надпись с греческого гласит: ΒΑΣΙΛΕΩΣ ΔΙΟΔΟΤΟΥ — «Царь Диодот». Греко-Бактрия.

В IV веке до н. э. Ахеменидская империя пала под ударами армии Александра Македонского. В 329 году до н. э. Александр захватил Бактрию и занял столицу Согда — Мараканду (современный Самарканд). Возглавивший местное население Спитамена поднял восстание против македонцев, с которым завоеватели, несмотря на жестокие карательные меры, не могли справиться вплоть до убийства Спитамена кочевниками в 328 году до н. э. Стремясь закрепить свою власть над Согдом, Александр строил новые и восстановил старые города, заселяя их смешанным греко-согдийским населением.
Ве V века до н. э. в Хорезме на основе арамейского письма была разработана хорезмийская письменность. На месте древнего городища Топрак-кала археологи обнаружили остатки архива документов на хорезмийском языке. Хорезмийское письмо использовалось до VIII века. Основной религией древних хорезмийцев был зороастризм. При археологических исследованиях памятников древнего Хорезма были найдены оссуарии — глиняные ящики для захоронения костей умерших людей.
В последующие столетия Хорезм переживал расцвет: расширялись оросительные системы, были построены новые города Базар-кала и Джанбас-кала, культовые центры, развивались ремесло и искусство. Во II веке до н. э. страна попала под верховную власть кочевого государства Кангюй.

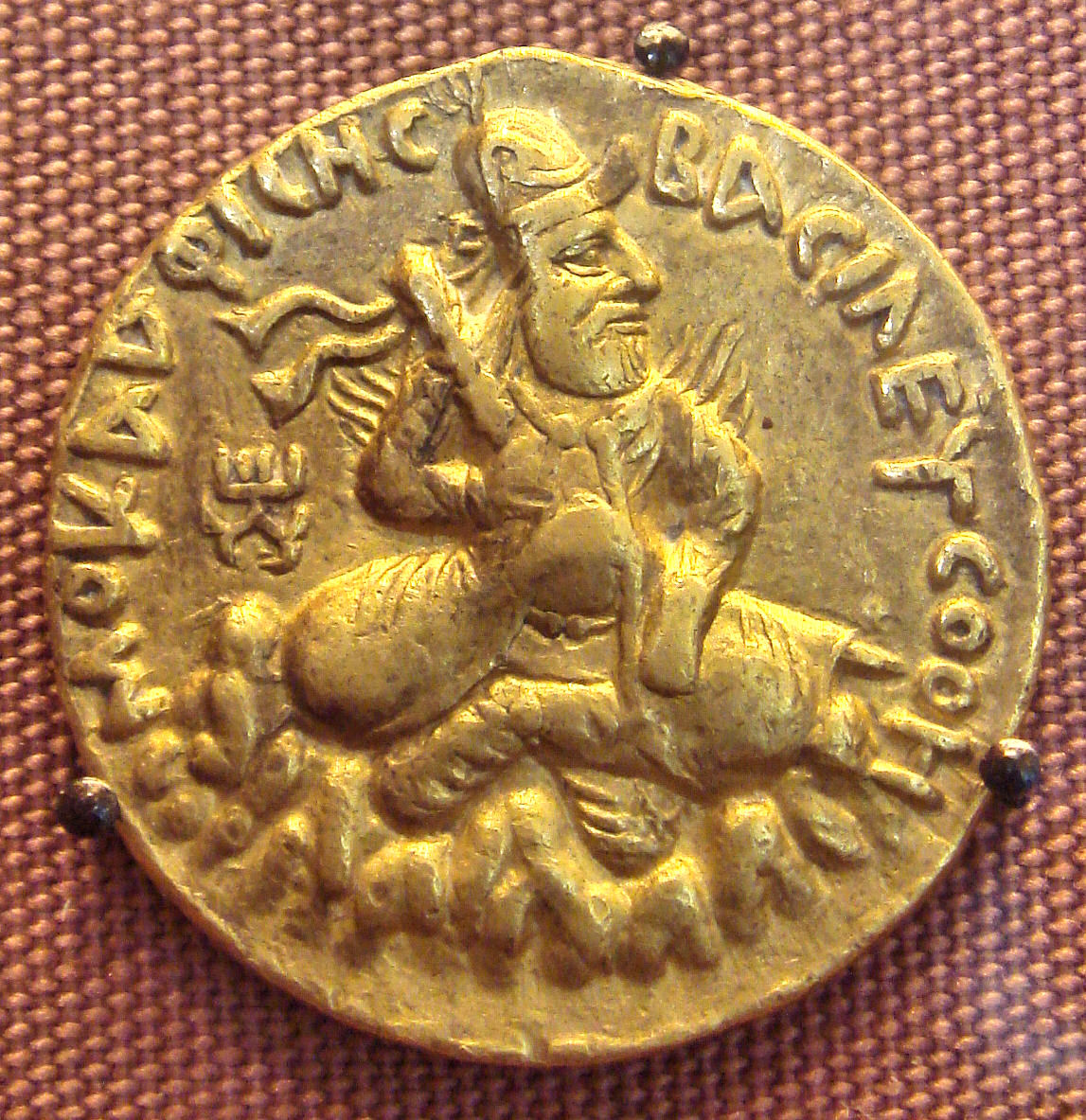
Монета правителя кушан Вимы Кадфиза. Британский музей.

Согд после смерти в 323 году до н. э. Александра Македонского вошёл в состав государства Селевкидов, основанного одним из его военачальников — Селевком I, женатым на Апаме — дочери Спитамена. В 250 году до н. э. от державы Селевкидов отпало Греко-Бактрийское царство. В эту эпоху в Бактрии расцвела эллинистическая культура. Прогрессировало ремесленное производство, росли города. Совершенствовались полеводство, садоводство и виноградарство. На территории Ферганы было государство Давань, а позже Паркана, где выращивались рис, пшеница, виноград и люцерна, возникло и развилось виноделие.
В последующие десятилетия Согд был завоеван кочевым племенем юэчжей. Огромная Кушанская держава включила в свой состав южную Среднюю Азию, часть современного Афганистана и Северную Индию. Его царь Канишка принял буддизм. В I—III веках города Средней Азии превратились в центры административной жизни, ремесла и торговли. Через территорию современного Центрального Узбекистана и Фергану протянулся один из основных маршрутов Великого Шелкового пути.
В Хорезме правила собственная династия с центром в городище Топрак-кала, а затем — в Кяте (ок. современного города Беруни). Население исповедовало местную форму зороастризма, а также буддизм и христианство. Согдийские купцы и буддийские монахи вели активную деятельность в Китае и Индии.

### Развитие культуры в эпоху раннего Средневековья
О высоком уровне культуры и искусства Согда свидетельствуют многие открытия советских археологов на его территории (Афрасиаб, Пенджикент, Варахша, Калаи-Муг и др.).
Об архитектуре Согда некоторое представление дают сырцовые постройки и фортификационные сооружения городища Афрасиаба (2-я половина I тыс. до н. э. — первые века н. э.), Кызыл-Кыра и Тали-Барзу (оба — первые века н. э.). Изобразительное искусство ярче всего представлено мелкой терракотовой пластикой (III—I вв. до н. э.). Отдельные терракоты свидетельствуют о проникновении эллинистических художественных принципов; другие показывают формирование локального типа, отличающегося точной передачей этнических черт, обобщенностью и иератизмом образов.
Основной религией был зороастризм, но согдийцев отличала терпимость к другим религиозным направлениям, представленным в их обществе — буддизму, манихеизму, несторианству.
Как указывает С. Г. Кляшторный, в орхонских рунических памятников упоминаются три божества — Тенгри, Умай и Ыдук Йер-Су. Историк И. В. Стеблева предложила расположить древнетюркские божества по «уровням» — высший — Тенгри, затем Умай, третий уровень — Йер-Су, и, наконец, культ предков. Как пишет С. Г. Кляшторный, доказательно тут только помещение Тенгри во главе пантеона.

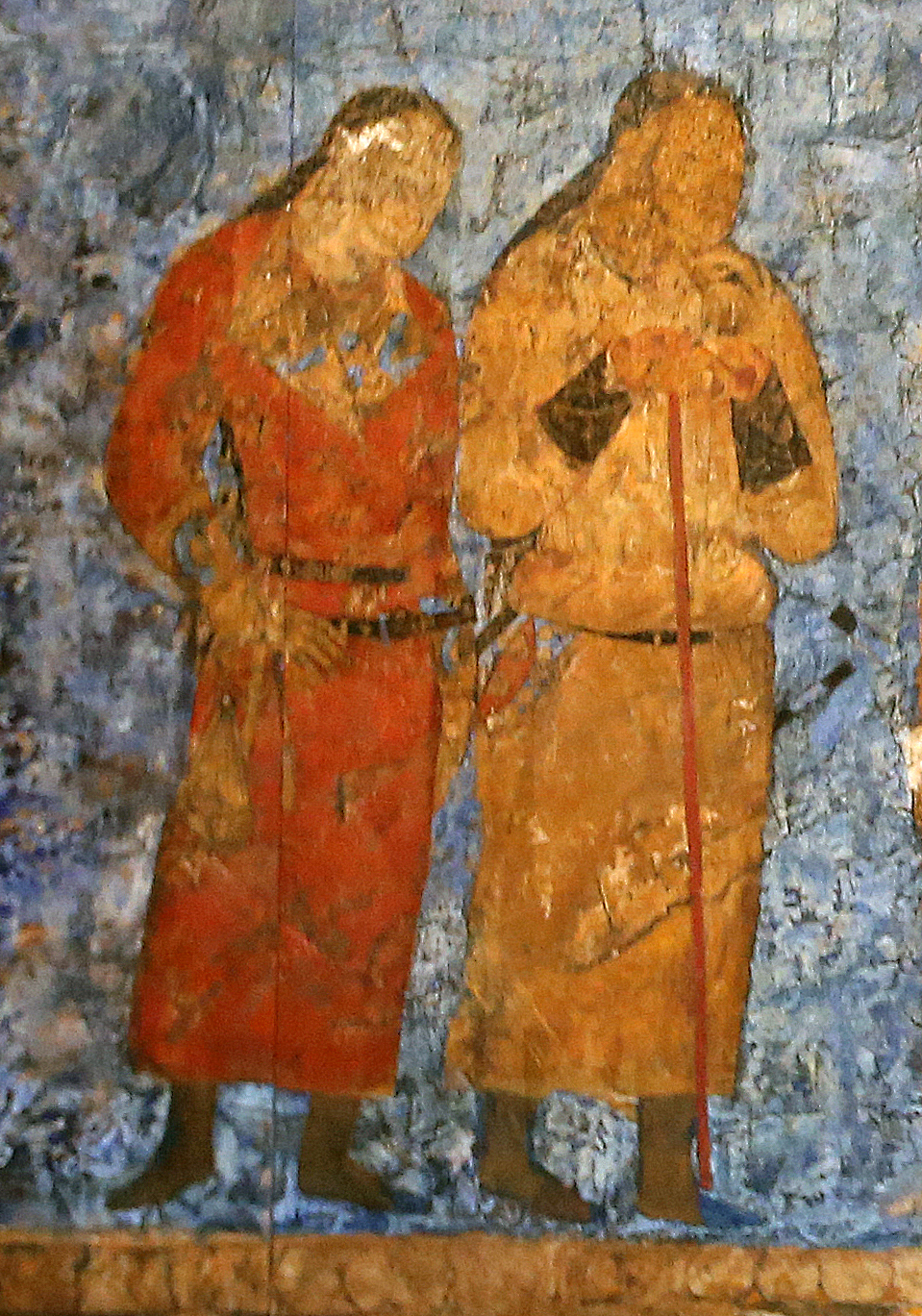
Тюркские чиновники в живописи Афрасиаба, Самарканд, 650 год

Сегодня много исследователей склоняются к тому, что воззрения ранних тюрков были трихотомическими, то есть делили макрокосм на Нижний, Верхний и Средний миры. В енисейских текстах упомянут Эрклиг-хан: «Нас было четверо, нас разлучил Эрклиг (повелитель подземного мира), о горе!».
Одним из признаком культуры тюрок были балбалы — небольшые иногда обработанные каменные столбы. В Тюркском каганате балбалы устанавливались перед каменным изваянием с изображением лица человека. Число балбалов подчеркивало значимость и авторитет умершего. У Бильге-кагана и Кюль-Тегина ряды балбалов достигали 2—3 км. На балбалах иногда указывались имена побеждённых вождей.
Древнетю́ркское письмо́ (орхо́но-енисе́йская пи́сьменность) — письменность, применявшаяся в Центральной Азии для записей на тюркских языках в VIII—X веках н. э. Древнетюркская письменность использовалась литературным языком (наддиалектный койне) того времени, который также называется языком орхоно-енисейских надписей. Памятники, написанные древнетюркским письмом в основном эпиграфические, небольшое число рукописей, сохранились в Восточном Туркестане), были созданы в тех областях Центральной и Средней Азии в которых в раннем Средневековье располагались государственные образования восточных и западных тюрков, тюргешей, карлуков, древних уйгуров и др.
Тюркский поэт, писатель и историк Йоллыг тегин (конец VII-начало VIII в.) был автором памятных надписей в честь тюркских каганов Кюль-тегина, Бильге-кагана, Кутлуг Ильтерес-кагана. В надписях отразились культурный уровень тюрок, их литература, исторические знания. Некоторые надписи частично сохранились на металлических изделиях, посуде, кирпиче, коже, пергаменте.

### Развитие культуры в эпоху Мусульманского Ренессанса (IX—XIII вв.)
Выдающийся ученый-энциклопедист Мухаммад ибн Муса аль-Хорезми (783—850) впервые в истории Центральной Азии написал сочинение по всемирной истории. К сожалению его «Книга истории» («Китаб ат-та’рих») сохранилась лишь в отрывках. Цепь извлечений из «Книги истории» позволяет установить, что сочинение ал-Хорезми было написано в форме анналов, то есть летописи. События в ней излагались последовательно, по годам. Например, он приводил сведения о времени рождения Александра Македонского. О датах рождения, начала «пророческой» деятельности и смерти основателя ислама Мухаммада. О смерти Мухаммада, начале правления халифа Абу Бакра, военных действиях арабов против Византии и Ирана в 631—653 гг., о завоевании арабами Сирии, Ирака, Ирана и Мавераннахра, о войне арабов с хазарами в 728—731 гг. «Книга истории» была завершена им около 830 г.
Выдающийся ученый и этнограф Бируни (973—1048) в своих произведениях приводит названия тюркских месяцев и тюркских лечебных трав, которые использовало тюркское население Хорезма начала XI века. Бируни в своем произведении «Памятники минувших поколений», написанном в Хорезме около 1000 года, приводит тюркские названия годов по животному циклу, которые использовало тюркское население Хорезма: сичкан, од, барс, тушкан, луй, илан, юнт, куй, пичин, тагигу, тунгуз. В этом же сочинении он приводит названия месяцев по-тюркски: улуг-ой, кичик-ой, биринчи-ой, иккинчи-ой, учинчи-ой, туртинчи-ой, бешинчи-ой, олтинчи-ой, йетинчи-ой, саккизинчи-ой, токкузинчи-ой, унинчи-ой.
Основателем Западного Караханидского каганата был Ибрахим Тамгач-хан (1040—1068). Он впервые на государственные средства возвёл медресе в Самарканде и поддерживал развитие культуры в регионе. При нём, в Самарканде были учреждены общественный госпиталь и медресе, где велось обучение и по медицине. При госпитале была амбулатория, где получали медицинскую помощь больные, не нуждавщиеся в стационарном лечении. Врачебное дело в больнице Самарканда было на довольно высоком уровне.
К X веку в государстве Караханидов функционировал литературный язык, продолживший традиции древнетюркских письменных текстов. Официальный караханидский язык X в. основывался на грамматической системе древних карлукских диалектов.
Исламизация Караханидов и их тюркских подданных сыграло большую роль в культурном развитии тюркской культуры. В конце Х — начале XI в. впервые в истории тюркских народов на тюркский язык был переведен Тафсир — комментарии к Корану. В эту эпоху в Средней Азии появились крупнейшие тюркоязычные литературные произведения: «Благодатное знание» (Кутадгу билиг) Юсуфа Баласагуни, «Диван» Ахмада Яссави, «Дары истины» (Хибатул хакоик) Ахмада Югнаки. Ученый XI века Махмуд Кашгари заложил основы тюркского языкознания. Он перечисляет названия многих тюркских племён Средней Азии.
«Словарь тюркских наречий», был составлен Махмудом Кашгари в 1072−1074 годах. Здесь он представил основные жанры тюркоязычного фольклора — обрядовые и лирические песни, отрывки героического эпоса, исторические предания и легенды (о походе Александра Македонского в область тюрков-чигилей), более 400 пословиц, поговорок и устных изречений.
При дворе караханидов в Самарканде сложился научный и литературный центр Мавераннахра. Источники по истории Караханидского государства большей частью не сохранились. Нам известны лишь некоторые названия этих исторических трудов. Сведения о нём дошли до нас лишь в трудах арабских и персидских авторов, писавших за пределами ханства. Труд единственного историка-караханида Махмуда Кашгарского «Тарихи Кашгар» известен лишь в небольших отрывках, приведенных у Джамаля Карши (XIII век).
Одним из знаменитых учёных был историк Маджид ад-дин ас-Сурхакати, который в Самарканде написал «Историю Туркестана», в которой излагалась история династии Караханидов.

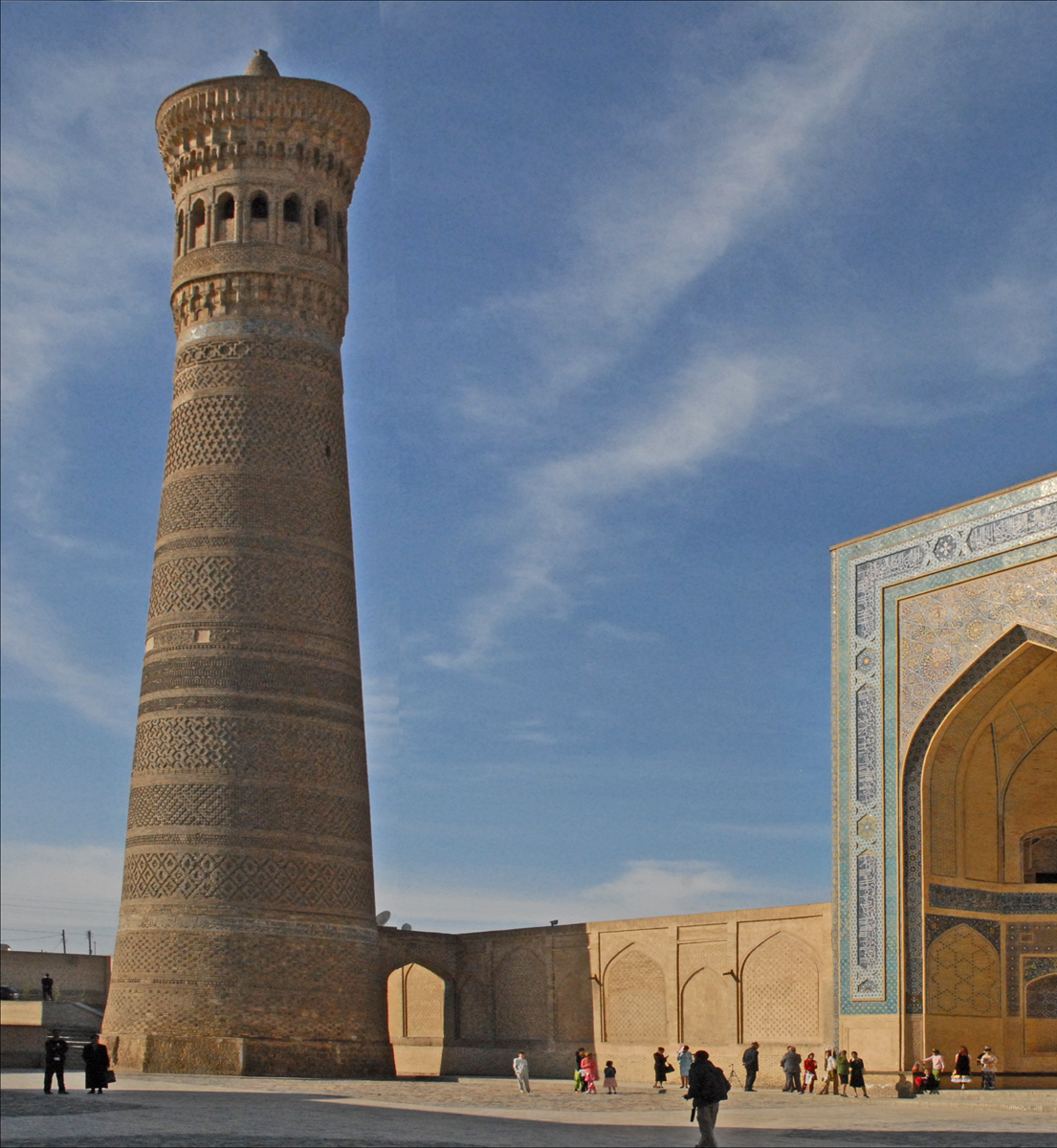
Минарет Калян, построен на средства Караханида Арслан-хана

В эпоху Караханидов в Самарканде жил выдающийся среднеазиатский мыслитель, учёный философ, теолог-богослов, исламский законовед-фиких Бурхануддин аль-Маргинани (1123—1197).
Караханиды построили в Самарканде и Бухаре ряд грандиозных архитектурных сооружений. Но в отличие от Бухары, где до наших дней сохранились постройки времён Караханидов (например, минарет Калян), в Самарканде остался только минарет в комплексе Шахи-Зинда. Наиболее известной постройкой Караханидов в Самарканде являлось медресе 1040 года Ибрагим ибн Наср Табгач-хана. Наиболее ярким памятником эпохи Караханидов в Самарканде был дворец Ибрагим ибн Хусейна (1178—1202), который был построен в цитадели в XII веке. При раскопках были обнаружены фрагменты монументальной живописи. На восточной стене был изображён тюркский воин, одетый в жёлтый кафтан и держащий лук. Здесь же были изображены лошади, охотничьи собаки, птицы и периподобные женщины.
От эпохи Караханидов сохранились древние памятники в Бухаре: минарет Калаян, мечети Магоки-Аттари и Намазгох, и Турк-и Джанди (квартальный и суфийский центр). В 1119 году на фундаментах Намазгаха караханид Шамс ал-мулк отстроил новое здание праздничной мечети, сохранившееся в перестроенном виде до наших дней.
В эпоху Караханидов при правлении Арслан-хана (1102—1130) был построен один из шедевров бухарского зодчества — минарет Калян (1127—1129 годы). В юго-западной части «Внутреннего города» он выкупил жилой квартал и отстроил здесь пятничную мечеть (закончена в 1121 году), известный ныне как мечеть Калян.
Ещё одна мечеть находилась на небольшом расстоянии к югу от мечети Калан. Сейчас на её месте располагаются жилые дома, в одном из них — мазар Арслан-хана.

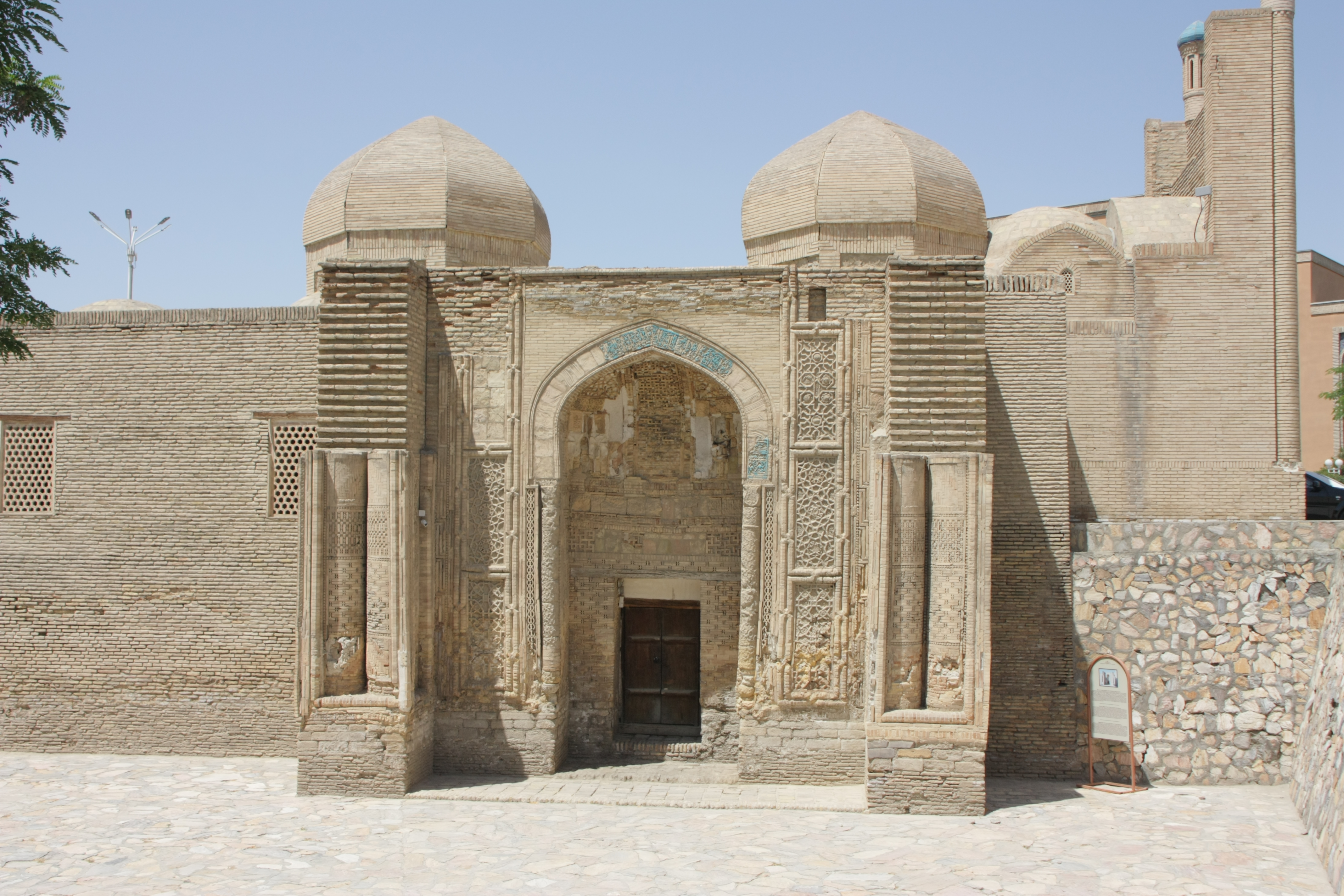
Мечеть Магоки-Аттари в Бухаре эпохи Караханидов

В XII веке Бухарский оазис становится одним из центров суфизма в Центральной Азии. Одним из известных суфиев этого периода был Абдул-Халик Гидждувани.
Хорезмийский историк, правовед, один из предков которого носил тюркское имя Арслан -  Махмуд б. Мухаммад аль-Аббас б. Арслан аль-Хорезми (1099-1173) написал в XII веке восьмитомную  книгу «Тарихи Хоразм» (История Хорезма), которая сохранилась до нас в отрывках.
Исламизация и тюркизация нашла отражение в создании литературных, научных и религиозных произведений и переводе арабских произведений на тюркский язык. В Стамбуле библиотеке Сулеймание, хранится Коран с подстрочным переводом на тюркский язык, сделанном в Хорезме и датируется (январь — февраль 1363 г.).
Известным хорезмийским тюркским поэтом, писателем конца XIII — начала XIV вв. был Рабгузи (настоящее имя Наср ад-дин, сын Бурхан ад-дина). Основное произведение Рабгузи «Рассказы Рабгуза о пророках» («Киссаи Рабгузи», 1309—10) состоит из 72 рассказов по религиозной тематике, в основном из Библии и Корана.
Другим известным тюркским поэтом был Хафиз Хорезми, который в 1353 году написал поэму на тюркском языке «Мухаббат-наме». Сохранилось два списка поэмы: ранний, выполненный уйгурским письмом в 1432 году, и второй, переписанный в 1508—09 арабским письмом. Уйгурский список состоит из 10 писем-стихотворений на тюркском языке. Обе рукописи хранятся в Британском музее.

### Развитие культуры в эпоху Тимура и Тимуридов
Тимур заботился преимущественно о процветании своего родного Мавераннахра и о возвышении блеска своей столицы — Самарканда. Тимур пригонял из всех завоёванных земель мастеров, архитекторов, ювелиров, строителей, зодчих для того, чтобы обустроить города его империи: столицу Самарканд, родину отца — Кеш (Шахрисабз), Бухару.

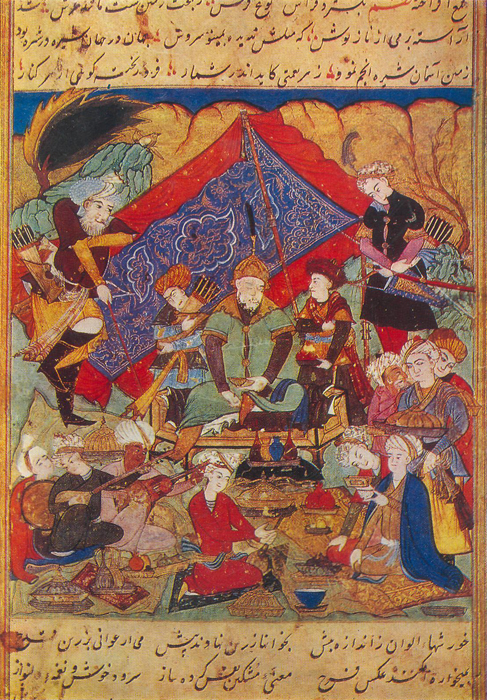
Тимур на пиру в Самарканде

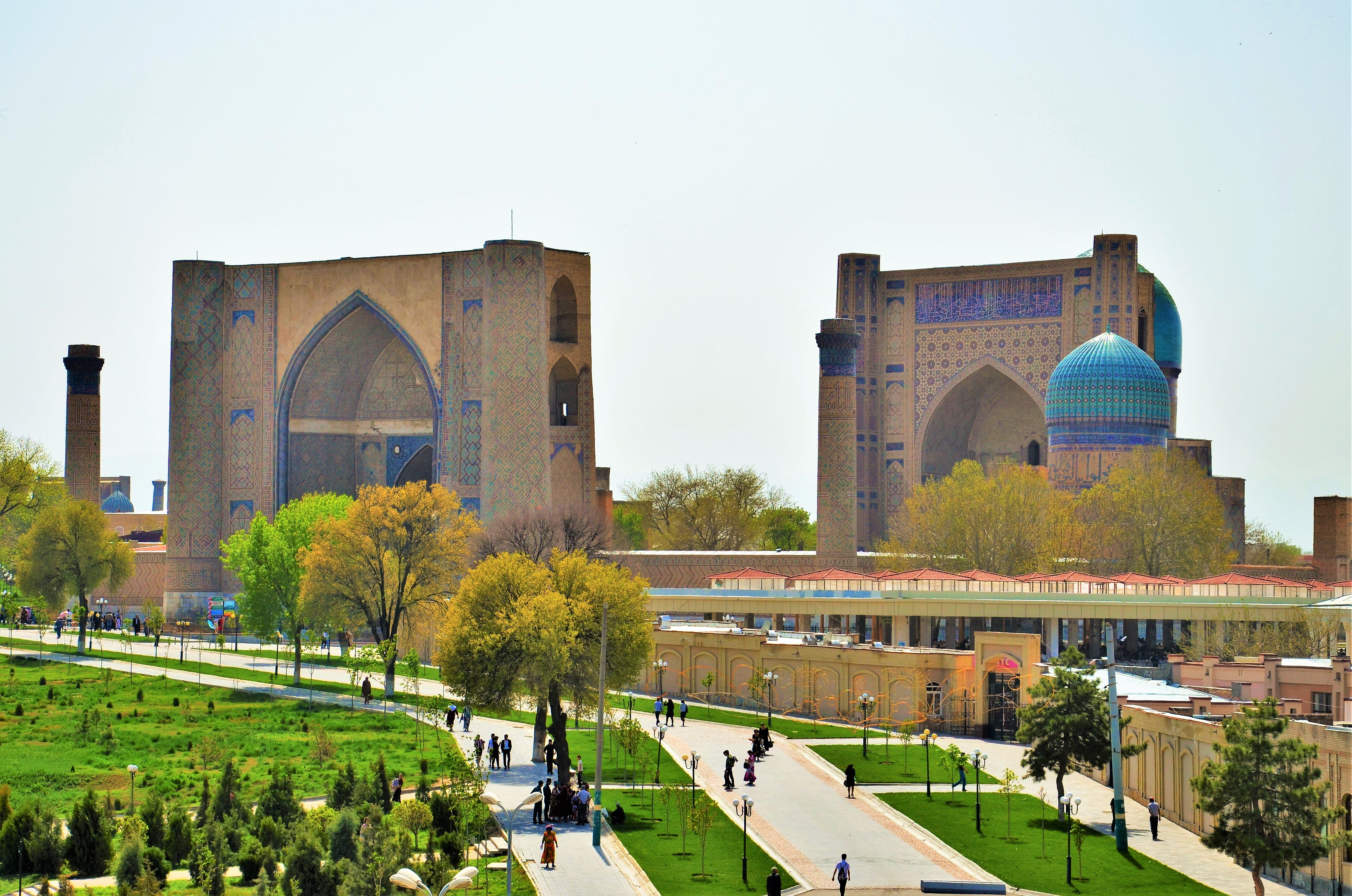
Мечеть Биби Ханум

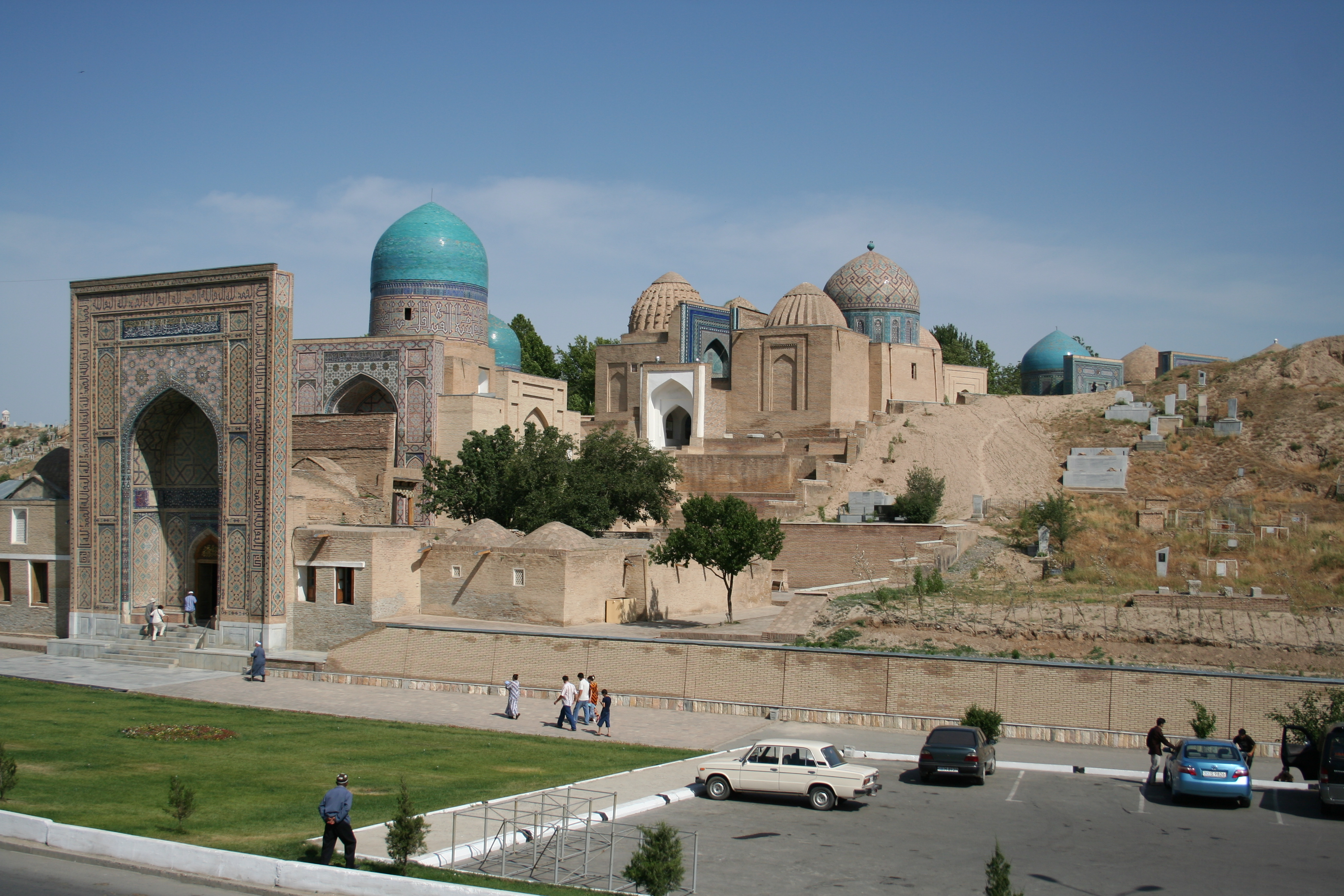
Мавзолей Шах-и Зинда

В 1371 году он начал восстановление разрушенной крепости Самарканда, оборонительных стен Шахристана с шестью воротами Шейхзаде, Аханин, Феруза, Сузангаран, Каризгах и Чорсу, а в арке были построены два четырёхэтажных здания дворец Куксарай, в котором расположились государственная казна, мастерские и тюрьма, а также Бустон-сарай, в котором расположилась резиденция эмира.
Тимур очень большое внимание уделял развитию исламской культуры и благоустройству священных для мусульманина мест. В мавзолеях Шахи Зинда он возвёл гробницы над могилами своих родственников, по указанию одной из жён, которую звали Туман ака там были возведены мечеть, обитель дервишей, усыпальница и Чартаг. Также возвёл Рухабад (усыпальница Бурханиддина Согарджи), Кутби чахардахум (гробница Шейх ходжа Нуриддина Басира) и Гур-Эмир (фамильная усыпальница рода тимуридов). Также в Самарканде он возвёл много бань, мечетей, медресе, обителей дервишей, караван-сараев.
В течение 1378—1404 годов в Самарканде и близлежащих землях было взращено 14 садов Баг-и бихишт, Баг-и дилкуша, Баг-и шамал, Баг-и булди, Баг-и нав, Баг-и джаханнума, Баг-и тахти карача и Баг-и давлатабад, Баг-зогча (сад грачей) др. Каждый из этих садов имел у себя дворец и фонтаны. В своих трудах о Самарканде упоминает историк Хафизи Абру, в которых он пишет, что «возведённый раньше из глины Самарканд перестроил, возведя здания из камня». Парковые комплексы Тимура были открыты для простых горожан, которые проводили там дни отдыха. Ни один из этих дворцов до наших дней не сохранился.
В 1399—1404 годах в Самарканде построены соборная мечеть и напротив неё медресе. Мечеть позже получила название Биби Ханым (госпожа бабушка — по-тюркски).
Был обустроен Шахрисабз, в котором были возведены разрушенные городские стены, оборонительные сооружения, гробницы святых, величественные дворцы, мечети, медресе, усыпальницы. Тимур также уделял время и постройке базаров и бань. С 1380 по 1404 годы был построен дворец Аксарай. В 1380 году была возведена фамильная усыпальница Дар ус-саадат. В 1388 году восстановлен город Шахрухия, который был разрушен во времена нашествия Чингисхана.
Государство, созданное Тамерланом, оказалось неустойчивым и после его смерти в 1405 стало рассыпаться. В 1405 году к власти в Мавераннахре пришел его внук, сын Миран-шаха — Халиль-Султан. Младшему сыну Тимура Шахруху (1409—1447) удалось сохранить Хорасан, Афганистан и Мавераннахр. Он перенес столицу в Герат, а правителем в Самарканде назначил своего сына Улугбека, видного ученого, вызывавшего недовольство в кругах консервативного духовенства.
В 1417—1420 годах Улугбек построил в Самарканде медресе, которое стало первым строением в архитектурном ансамбле Регистан. В это медресе Улугбек пригласил большое количество астрономов и математиков исламского мира. Другие два медресе были построены в Гиждуване и Бухаре. На портале последнего сохранилась надпись (хадис пророка Мухаммада): «Стремление к знанию есть обязанность каждого мусульманина и мусульманки». Вообще, все многочисленные надписи на медресе призывают людей к занятиям науками.
При Улугбеке Самарканд стал одним из мировых центров науки средневековья. Здесь, в Самарканде первой половины XV века, вокруг Улугбека возникла целая научная школа, объединившая видных астрономов и математиков — Гиясиддина Джамшида Каши, Казизаде Руми, ал-Кушчи. В Самарканде в то время жили историк Хафизи Абру, написавший замечательный труд по истории Средней Азии, знаменитый медик Мавлоно Нафис, поэты Сиражиддин Самарканди, Саккаки, Лутфи, Бадахши др.

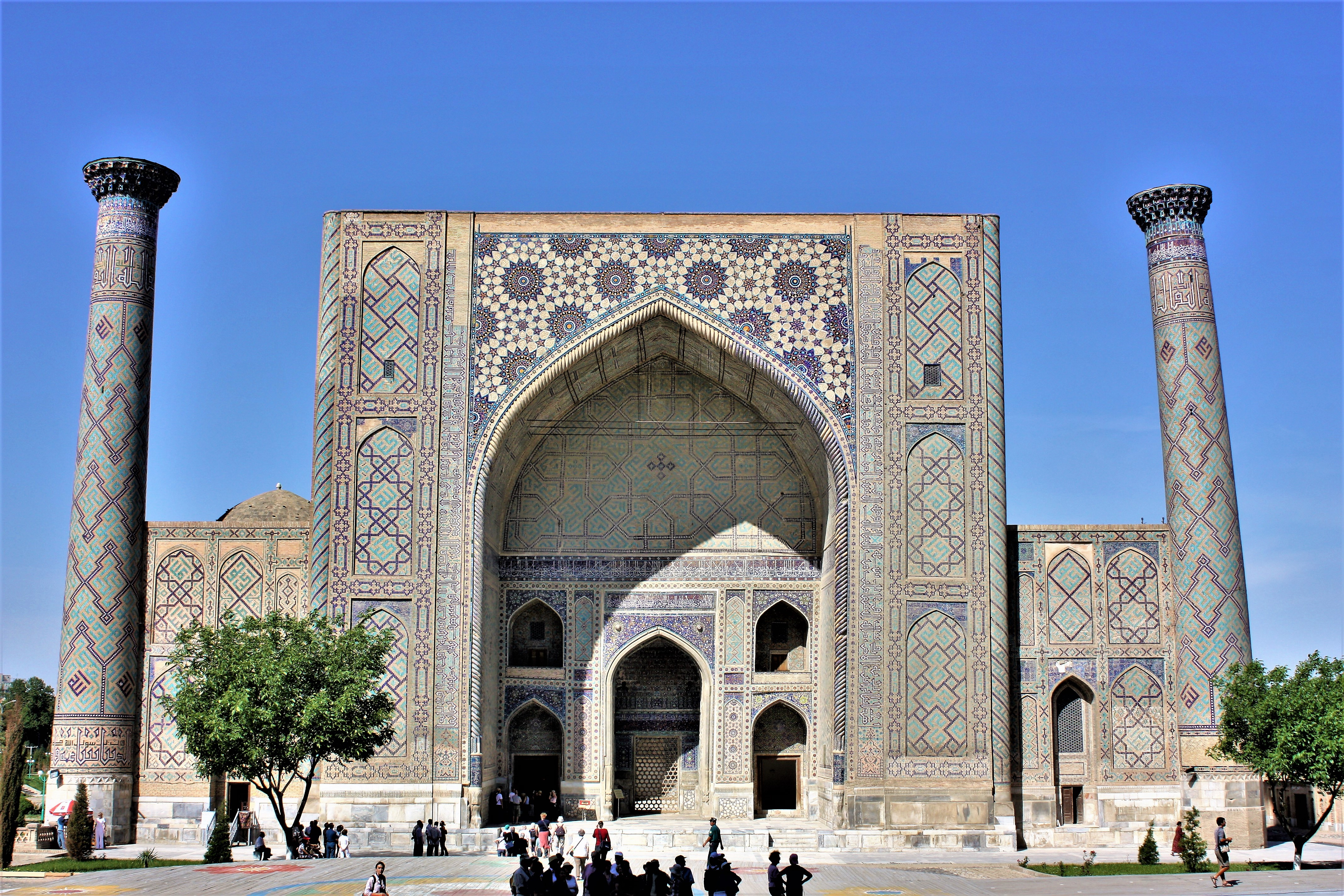
Медресе Улугбека на площади Регистан в Самарканде

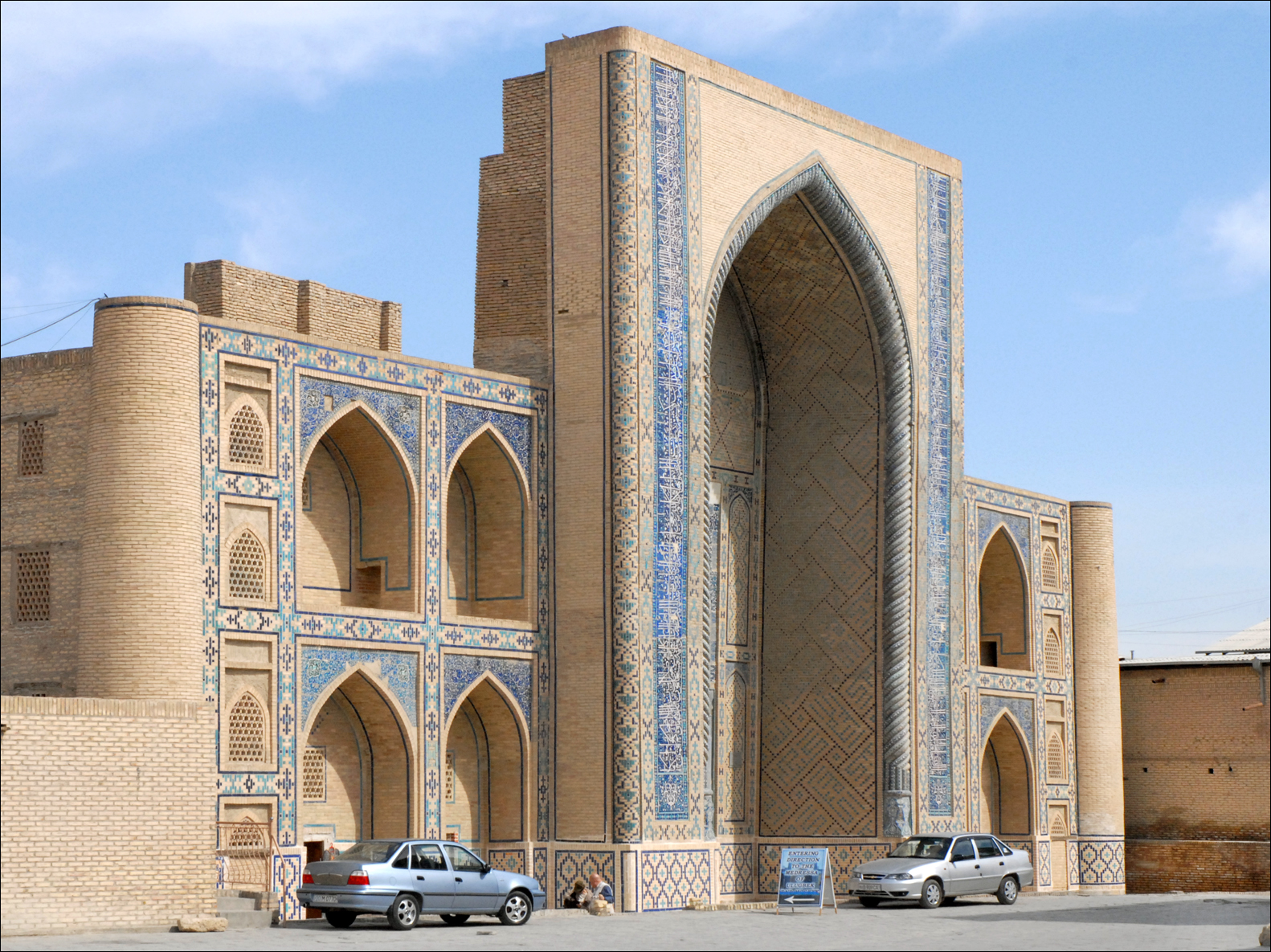
Медресе Улугбека в Бухаре

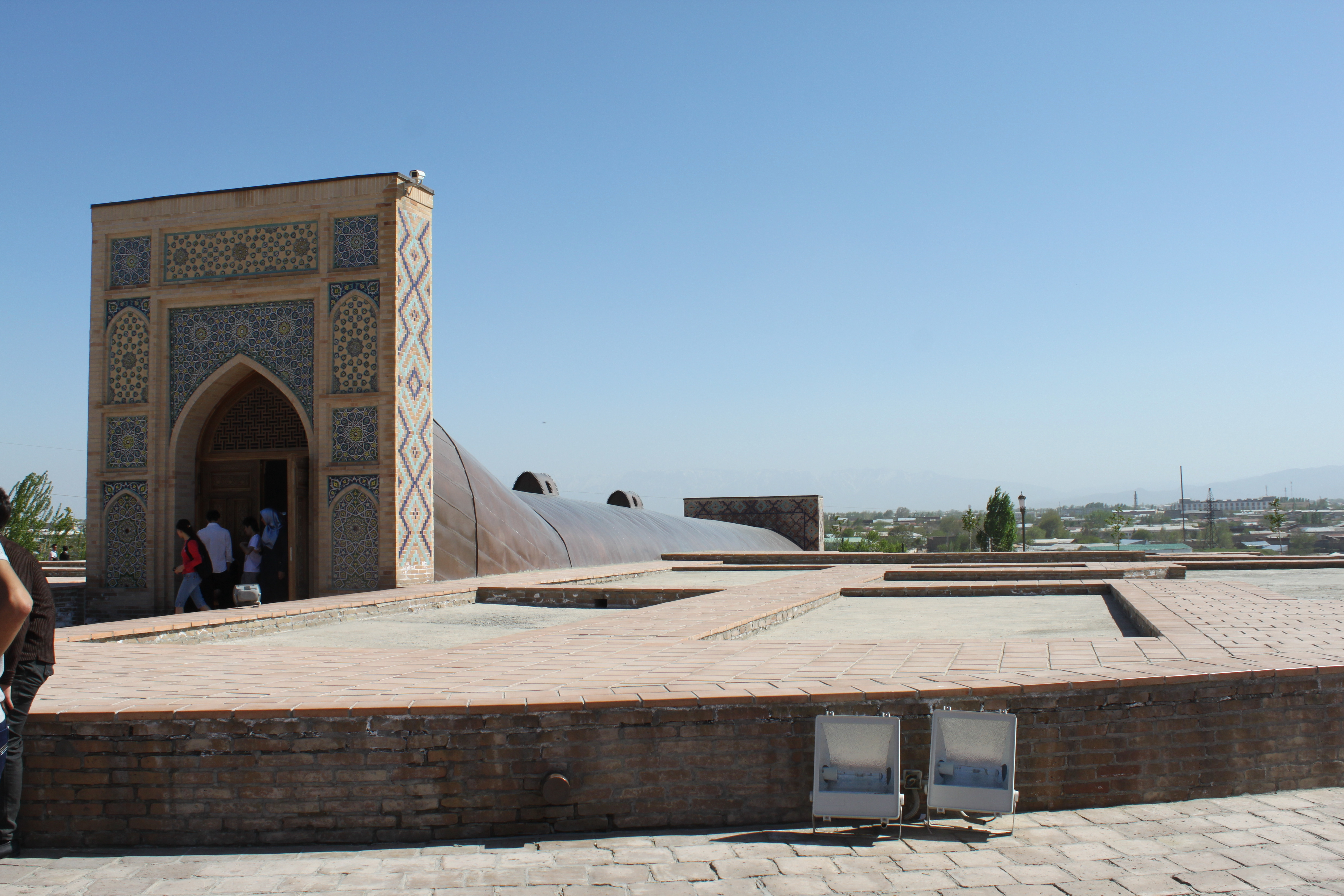
Обсерватория Улугбека в Самарканде

Основным интересом Улугбека в науке была астрономия. В 1428 году было завершено строительство обсерватории Улугбека, главным инструментом которой был стенной квадрант с радиусом 40 метров и с рабочей частью от 20° до 80°, которому не было равных в мире. Главным научным трудом Улугбека по праву считаются «Зиджи джадиди Гурагани» или «Новые Гурагановы астрономические таблицы». Автор завершил это произведение в 1444 году после тридцати лет кропотливой работы и астрономических наблюдений. Астрономический справочник вскоре был переведен на латинский язык и наряду с «Альмагестом» Клавдия Птолемея и астрономическими таблицами кастильского короля Альфонса X являлся пособием по астрономии во всех обсерваториях Европы.
Точность этих таблиц превосходила все достигнутое ранее на Востоке и в Европе. Лишь в XVII в. Тихо Браге удалось добиться сравнимой с самаркандскими наблюдениями точности, а затем и превзойти её. Неудивительно, что «Зидж Улугбека» постоянно привлекал к себе внимание астрономов, как на Востоке, так и в Европе.
Тимуридский Ренессанс в литературе представлен поэзией Лютфи, Сайид Ахмеда, а также Алишера Навои, который писал произведения на чагатайском языке в жанре газели и рубаи, включенные в диваны. Темой поэзии становилась всепоглощающая неразделенная любовь (мухаббат) и нравственное назидание. Нередко в поэтическую форму облекалось историческое повествование (дастан).
Внук Тимура Искандар Султан имел двор включавший группу поэтов, ученых и ремесленников, в том числе историка Муин-ал-Дина Натанзи, астрономов Гияс-ал-Дина Каши, Махмуда Каши и поэтов, например, Мир Хайдара, которого Искандар призвал писать стихи на тюркском языке. Благодаря покровительству Искандар Султана была написана тюркская поэма «Гуль и Навруз». Как отмечал Алишер Навои, Искандер Султан пригласил к себе в царский двор Хайдара Хорезми, который написал по его заказу поэму на тюркском языке «Сокровищница тайн».
Одним из поэтов конца XIV — начала XV веков был узбекский поэт Дурбек, крупный представитель узбекской светской литературы того периода. Из наследия Дурбека сохранилась переработка любовно-романтической поэмы в двух рукописях «Юсуф и Зулейха» на староузбекский язык.
Именно в эпоху Тимуридов большое внимание уделялось развитию тюркского языка. Тюркский поэт Алишер Навои писал:
Богатство тюркского языка доказано множеством фактов. Выходящие из народной среды талантливые поэты не должны выявлять свои способности на персидском языке. Если они могут творить на обоих языках, то все же очень желательно, чтобы они на своем языке писали стихов побольше». И далее: «Мне кажется, что я утвердил великую истину перед достойными людьми тюркского народа, и они, познав подлинную силу своей речи и её выражений, прекрасные качества своего языка и его слов, избавились от пренебрежительных нападок на их язык и речь со стороны слагающих стихи по-персидски.
В эпоху Тимуридов самоназвание узбек получает распространение в Мавераннахре, так, Алишер Навои в своей поэме  упоминал об узбеках - Мавераннахра.
Например, в поэме «Стена Искандара» он писал:

На шахские короны и пышные одежды
мне надоело смотреть,
Мне достаточно одного моего простого узбека,
у которого на голове тюбетейка, а на плечах халат

### Развитие культуры в эпоху узбекских ханств Шейбанидов и Аштарханидов
В 1500 территория Узбекистана оказалась захваченной Шейбани-ханом, который основал новое узбекское государство со столицей в Самарканде. По мнению авторитетных востоковедов Шейбани-хан — полководец и государственный деятель — в культурном отношении стоял на уровне образованных людей своей эпохи.

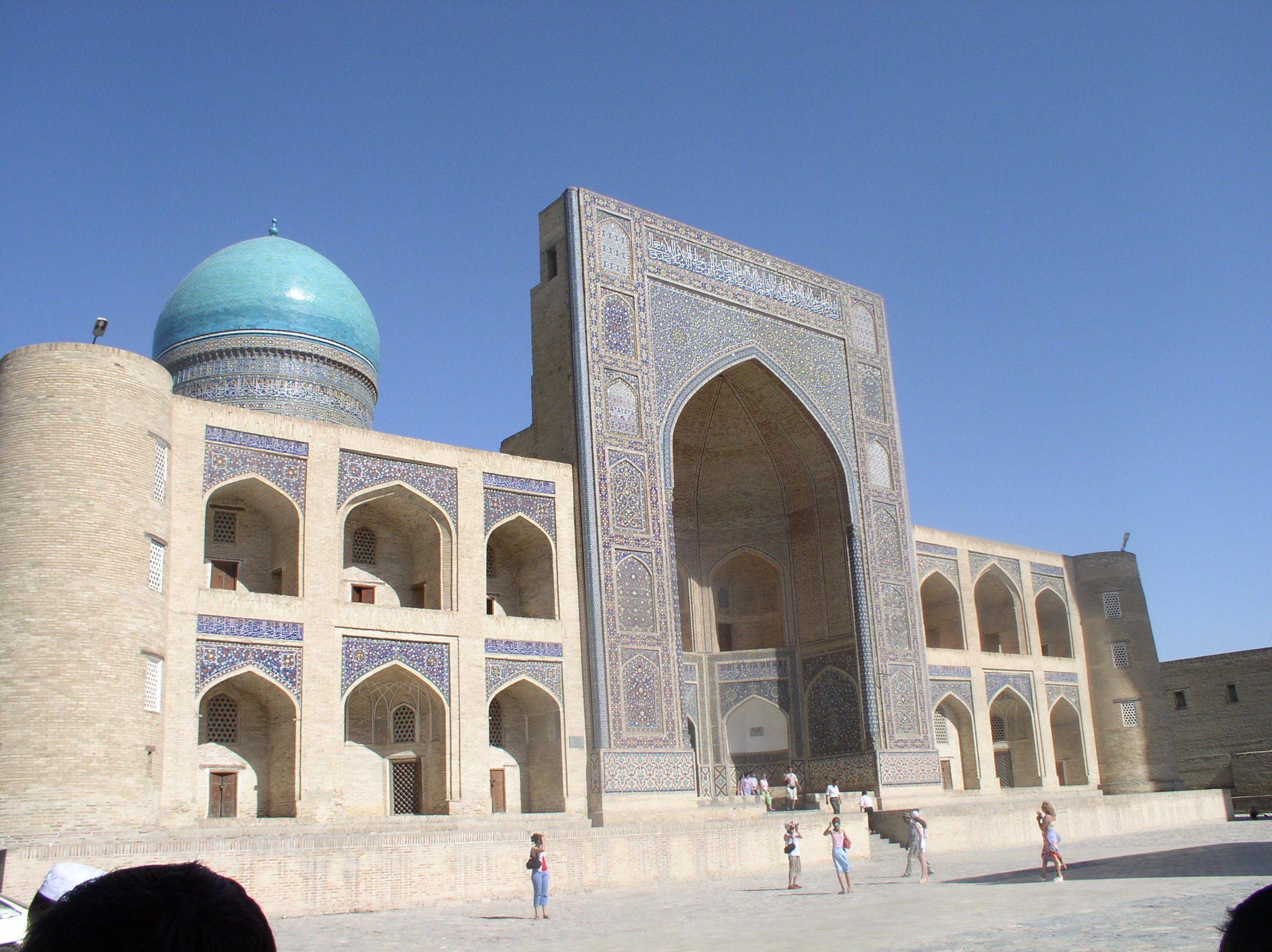
Медресе Мир Араб, Бухара, 1530-е годы

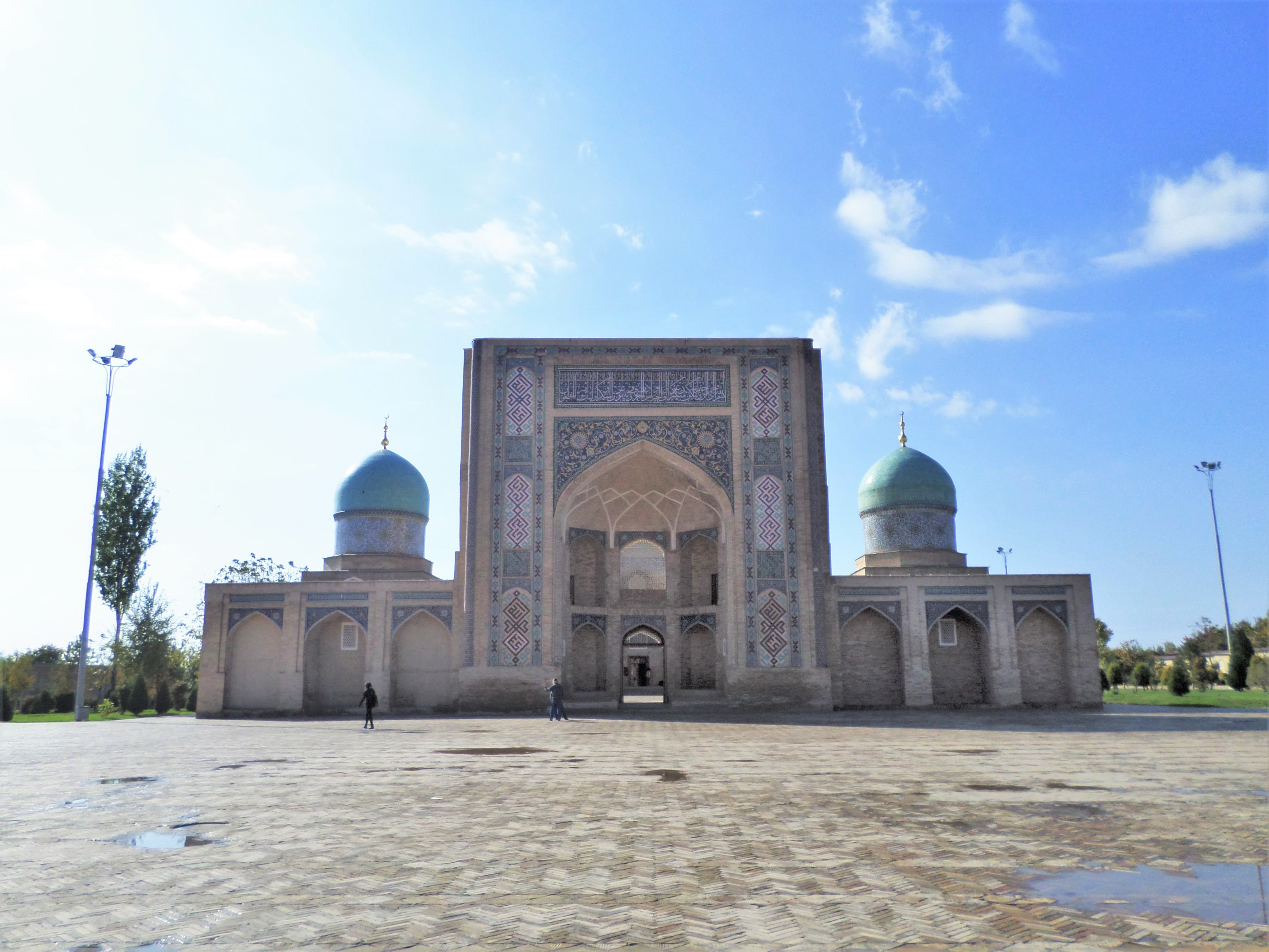
Медресе Барак-хана в Ташкенте, 1540-е годы

В столице государства, Самарканде, Шейбани-хан приказал построить большое медресе, где позже сам принимал участие в научных и религиозных диспутах. Первое датированное известие о медресе Шейбани-хана относится к 1504 году Мухаммед Салих писал, что Шейбани-хан построил в Самарканде медресе для увековечения памяти о своем брате Махмуд-султане. Фазлаллах ибн Рузбихан относительно медресе пишет, что строительство здания медресе с худжрами и двором было завершено к 1509 году.
При медресе Шейбани-хана имелась библиотека. Функции библиотекаря, обязанности по выдаче книг, по их реставрации, приобретению в библиотеку новых книг, а также освидетельствование их печатью с именем учредителя вакфа описывается в одном из вакфных документов. Фазлаллах ибн Рузбихан в «Михмон-намеи Бухара», выражает свое восхищение величественным зданием медресе, его золоченым кровом, высокими худжрами, просторным двором и приводит стих, восхваляющий медресе. А Зайн ад-дин Васифи, побывавший в медресе Шейбани-хана несколькими годами позже, писал в своих мемуарах, что веранда, зала и двор медресе просторные и великолепные.
Шейбани-хан писал стихи под псевдонимом «Шибани». Диван стихов Шейбани-хана, написанный на среднеазиатском тюркском литературном языке в настоящее время хранится в фонде рукописей Топкапы в Стамбуле. Он состоит из 192 страниц.
Рукопись его философско-религиозного произведения: «Бахр ул-худо», написанное на среднеазиатском тюркском литературном языке в 1508 году находится в Лондоне. Шейбани-хан использовал при написании своего сочинения различные труды по богословию. Оно содержит собственные соображения Шайбани-хана по религиозным вопросам. Автор излагает собственное представление об основах ислама: покаяние в грехах, проявление милосердия, совершение добрых дел. Шейбани-хан показывает прекрасное знание мусульманских ритуалов и повседневных обязанностей правоверных мусульман.
По мнению некоторых историков, Шейбани-хан был автором исторического произведения «Таварих-и гузида-йи нусрат-наме»..
Шейбани-хану написал прозаическое сочинение под названием «Рисале-йи маариф-и Шейбани» на среднеазиатском тюркском — чагатайском языке в 1507 г. вскоре после захвата им Хорасана и посвящено сыну, Мухаммаду Тимуру (рукопись хранится в Стамбуле). В сочинении говорится о необходимости знания законов ислама, пользе этого знания для правителя. В этом произведении Шайбани-хан также показал себя приверженцем суфийского учения Ахмада Яссави.
Шейбани-хан, будучи сам поэтом, собрал при своем дворе талантливых поэтов и ученых. Среди них можно упомянуть таких поэтов, как Камал ад-дин Бинаи, Мухаммед Салиха и других, ставших авторами поэм, посвященных жизни и деятельности самого Шейбани-хана. Репрессии против суннитов в Иране и Хорасане со стороны шаха Исмаила привели к бегству интеллектуалов суннитов в Мавераннахр, в числе которых был персидский историк, поэт и мыслитель Фазлаллах ибн Рузбихан, автор произведения «Книга бухарского гостя» и поэт, писатель Зайн ад-дин Васифи. Одно время при дворе Шейбани-хана находился выдающийся художник Кемаль-ад-Дин Бехзад, который нарисовал его портрет.

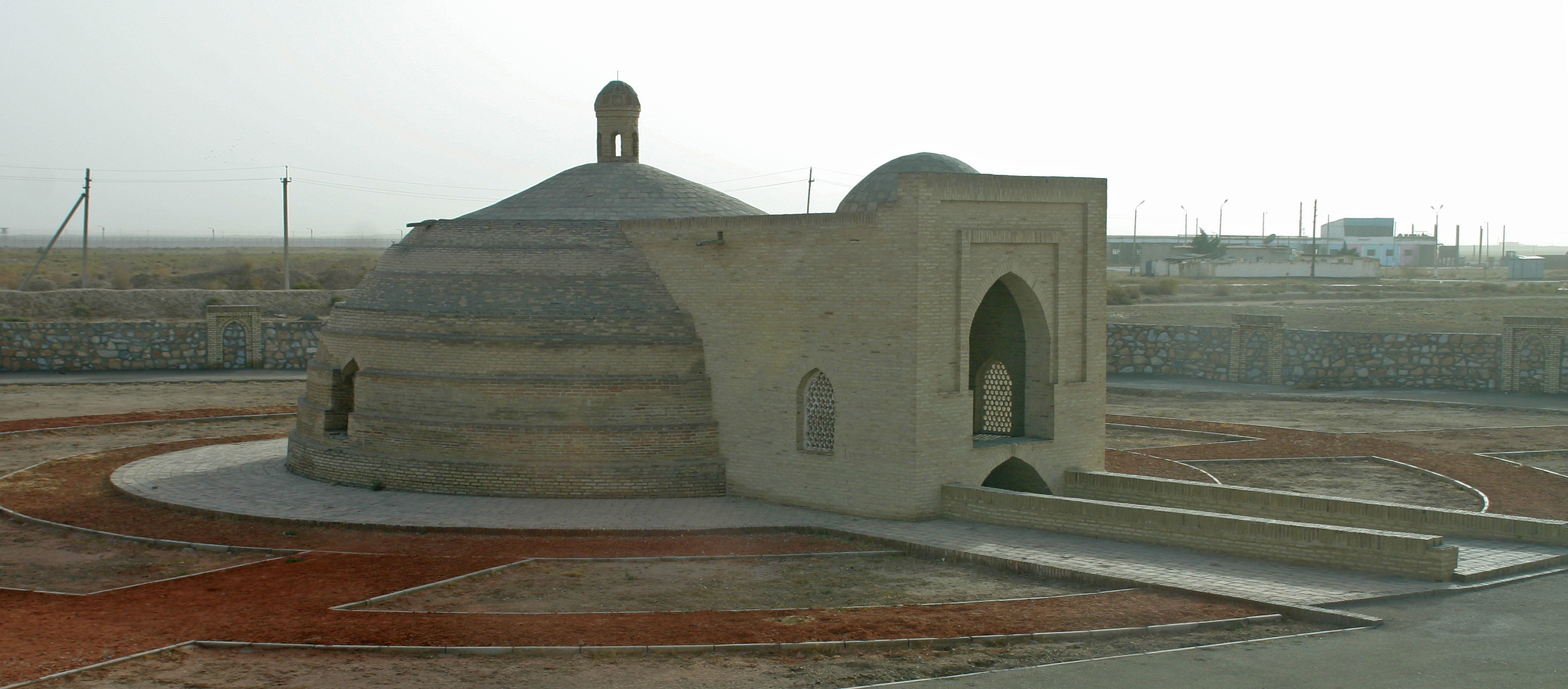
Сардоба-водохранилище Абдулла-хана II близ Кермине, XVI век

В 1502 году по приказу Шейбани-хана построен мост-вододелитель из жжённого кирпича через реку Зерафшан. Остатки этого моста, в виде одной кирпичной арки сохранились до нашего времени. В Карши по приказу Шейбани-хана был возведен большой замок.
При его племяннике Убайдулла-хане в 1533 году столица была перенесена в Бухару. В период правления Убайдуллы-хана (1533—1539 гг.), несмотря на сложную военно-политическую обстановку, большое внимание уделялось развитию науки и культуры. С 1512 г. при дворе Убайдуллы в Бухаре жил известный ученый Фазлаллах ибн Рузбихан Исфахани, который в 1514 г. написал для Убайдуллы книгу «Сулук ал-мулук» («Правила поведения государей»). Ибн Рузбихан утверждает, что Убайдулла с упорством занимался изучением "разного рода наук и знаний, соблюдая религиозные обязанности.
Весь уклад культурной жизни Мавераннахра при Шейбанидах сохранял в известной мере тот же характер, что и при тимуридах. Литература продолжала развиваться на тюркском, персидском и частью на арабском языках. Начиная со времени правления первых Шейбанидских ханов господствовало стремление писать на староузбекском языке, отражавшееся и на исторической литературе. В 1519 году по личному поручению Кучкунджи-хана Мухаммед-Али ибн Дервиш-Али Бухари переводил с персидского языка на староузбекский «Зафар-намэ» Шараф ад-Дин Йазди, а позже «Джами ат-таварих» Рашид ад-Дина. Сам Кучкунджи-хан любил поэзию и писал стихи на тюркском языке.
Староузбекский историк XVI в. Абдаллах ибн Мухаммад ибн Али Насраллахи, известный также как Абдаллах Балхи написал историческое сочинение Зубдат ал-асар («Сливки летописей») на тюркском чагатайском языке. Полное название сочинения — «Тарих-и зубдат ал-асар» («История, названная сливки летописей»); другое название — «Тамм ат-таварих» («Полное собрание хроник»).
При Шейбанидах (1500—1601) и наследовавших им Аштарханидах (1601—1747) история Бухарского ханства состоит из периодов подъёма и междоусобных войн, которые вели владетели Бухары с Персией и Хорезмом.
Из Шейбанидов в особенности замечателен Абдулла-хан II, ревностно заботившийся о процветании и счастье своего народа. Правитель этот в течение своего более чем сорокалетнего царствования построил множество учебных заведений, мечетей, бань, караван-сараев и мостов, развел тенистые сады в главных городах ханства, устроил почтовое сообщение, и вообще был усердным покровителем земледелия, торговли и науки. Имя Абдуллах-хана и поныне пользуется необыкновенной популярностью в Бухаре; в глазах бухарца каждый памятник прежних времен кажется результатом щедрости и любви к изящным искусствам этого правителя.
При правлении Абдулазиз-хана были построены медресе его имени, медресе Валидаи Абдулазиз-хана в Бухаре и медресе Тилля-Кари в Самарканде. Бухарцы характеризовали его как «храброго, великодушного хана, любителя науки». Он собрал библиотеку из красивых рукописей.
Субханкули-хан был автором нескольких произведений по медицине и астрологии. Его произведение по медицине было написано на среднеазиатском тюркском языке. Один из списков рукописи хранится в библиотеке в Будапеште. Субханкули-хан увлекался поэзией и писал стихи под псевдонимом Нишони. При правлении Субханкули были построены медресе в Бухаре и Балхе, больница Дор-уш-Шифо в Бухаре.
В 1621 году в Самарканде было переписано «Зафар-намэ» Шараф ад-Дин Йазди и иллюстрировано великолепными миниатюрами.
При  правлении Аштарханидов - в 1612—1656 годах хокимом Самарканда являлся узбекский военачальник, политик Ялангтуш Бахадур сын Бойходжи которые приказал построить медресе Тилля-Кари и медресе Шердор и др. Таким образом, возник ансамбль Регистан — нынешняя визитная карточка Самарканда.
Известным историком, географом XVII века был Махмуд ибн Вали, потомок исламского богослова и мистика из Средней Азии, представителя суфизма, шейха учения Накшбанди Махдуми Аъзама. Он был автором энциклопедического трактата, созданного в 1634—1640 гг, «Бахр ал-асрар фи манакиб ал-aхйар» (Море тайн относительно доблестей благородных). Книга состоит из семи томов, в каждом из которых 4 части. Она посвящена космогонии, астрономии, географии, всеобщей истории. Труд был посвящён Аштарханиду Надир Мухаммеду.
Узбекский поэт Суфи Аллаяр родился в 1644 году в селе Минглар (90 километров к западу от Самаркандa), которое было в составе Бухарского ханства. Известное стихотворное произведение Суфи Аллаяра «Саботул ожизин» написанное на узбекском языке было посвящено суфийской философии стало позже учебным пособием для медресе Бухары, Коканда и Хивы. Произведение было несколько раз переиздано в Турции, Пакистане, Саудовской Аравии и России (Казани).
Поэт и мыслитель Боборахим Машраб (1657-1711), был классиком узбекской литературы. Своим творчеством он оказал значительное влияние на развитие и совершенствование узбекской литературы конца XVII — начала XVIII веков.

### Развитие культуры в эпоху узбекских ханств (XVIII — начала XX в.)

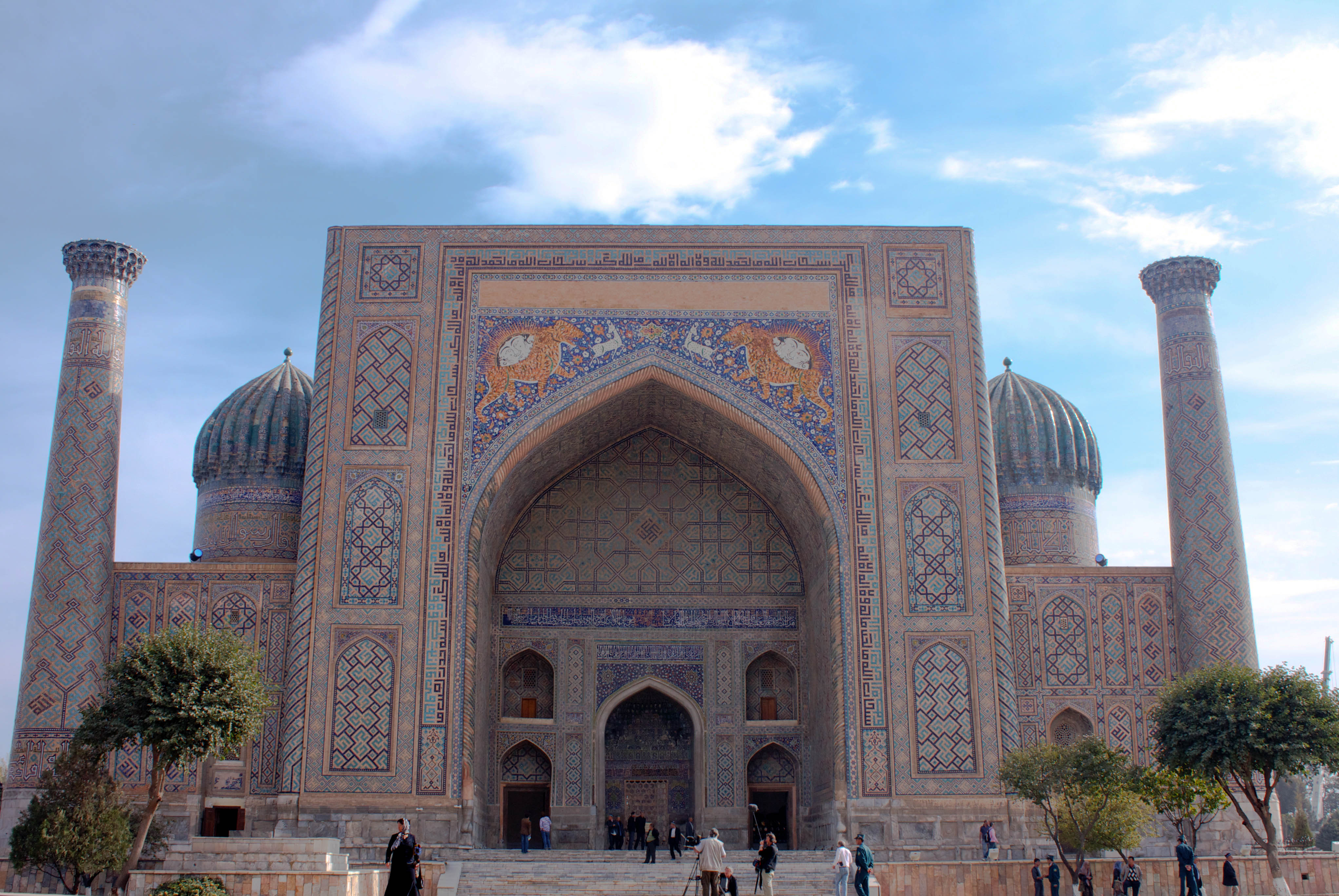
Фасад медресе Шердор

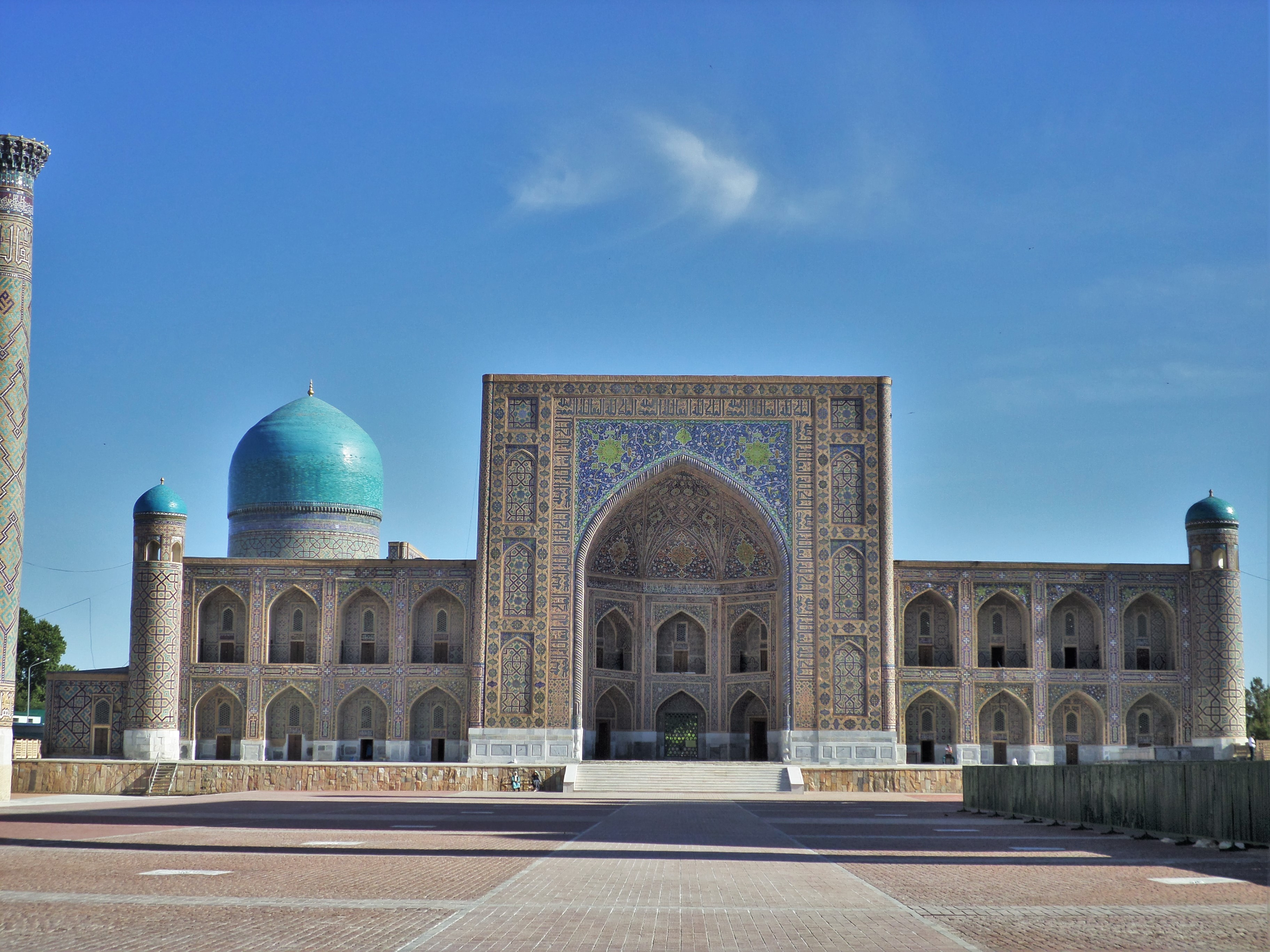
Фасад медресе, соборной мечети Тилля кори

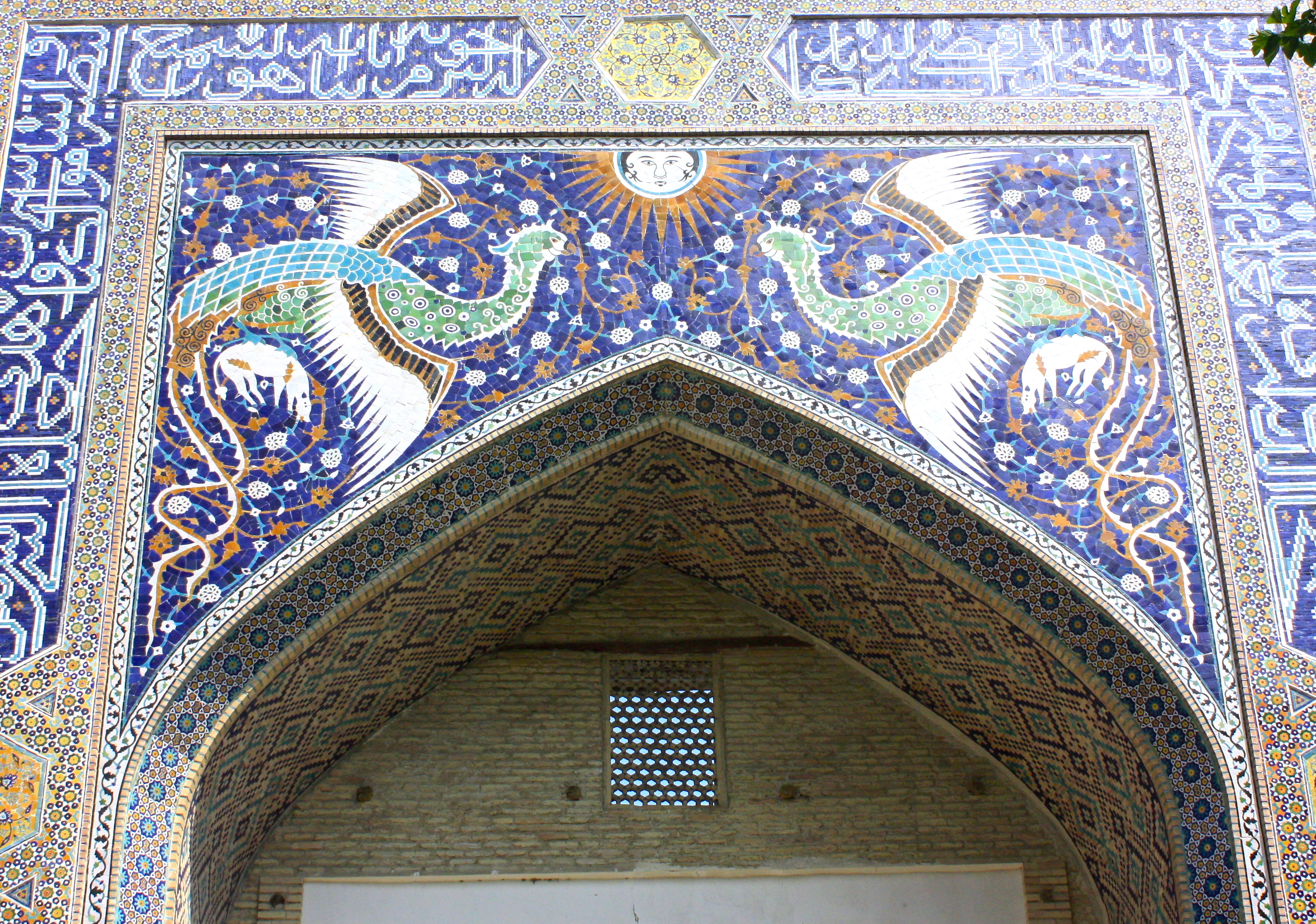
Фасад медресе Надира диванбеги в Бухаре

Аштарханидов сменила узбекская династия мангытов, члены которой правили Бухарой до 1920 года. Бухарский эмират наряду с Хивинским ханством и Кокандским ханством являлся одним из трёх узбекских ханств в Средней Азии.
В эпоху эмира Хайдара (1800—1826) в Бухаре были построены десятки медресе, мечетей. Одним из необычных медресе было Чор Минор, построенное в 1807 году. Известными историками эпохи эмира Хайдара были: Мирза Садык мунши,Мухаммед Якуб ибн Даниялбий, Мухаммад Шариф ибн Мухаммад Наки. Историк Мухаммед Якуб ибн Даниялбий родился в семье узбекского правителя аталыка Даниялбия. Он был его двенадцатым сыном. Он был автором исторического сочинения "Гулшан ул-мулук".
Эмир Насрулла (1827—1860) вел жесткую борьбу против центробежных сил в лице глав родов и племен. В 1830-х годах была проведена военная реформа. В юридических документах Насруллы помещалась надпись на узбекском языке: Абул Музаффар ва-л-мансур Амир Насраллах бахадур султан сузумиз (наше слово могущественного и победоносного эмира Насруллы).
В эпоху мангытов и позже происходит расцвет узбекского эпоса в лице исполнителей: Ислам-шаир,Эргаш Джуманбулбул оглы, Пулькана, Тилла-кампира и др.
Кокандский хан Нарбута-бий был покровителем науки и искусств. В это время в столице государства - Коканде велось активное строительство. В 1798 году в Коканде было закончено строительство медресе Нарбута-бия. В эпоху Норбутабия было построено несколько медресе: В 1762 г. — Медресе Сулаймония, в 1789 г. — Эшон Хонхужа, в 1794 г. — Имам Бакир, в 1795 г. — Тура Хаким, в 1798 г. — Мадрасаи Мир, в числе этих построек медресе имени Норбутабия. Оно сохранилось до настоящего времени и известно также под названием Мадраса-и Мир. В Коканде было много женщин-поэтес, среди которых своими поэтическими способностями выделялись Анбар-атун, Бахри-атун, Дильшод, Зебунисса, Знннат, Карамат-ой, Махзуна. Махина-бану, Мастура-ой, Махзада-бегим, Муштарий, Надира, Саида-бану, Тути-киз, Увайсий, Фазилат-бану, Фидоийя, Хафиза-атун, Хайринисса и др..

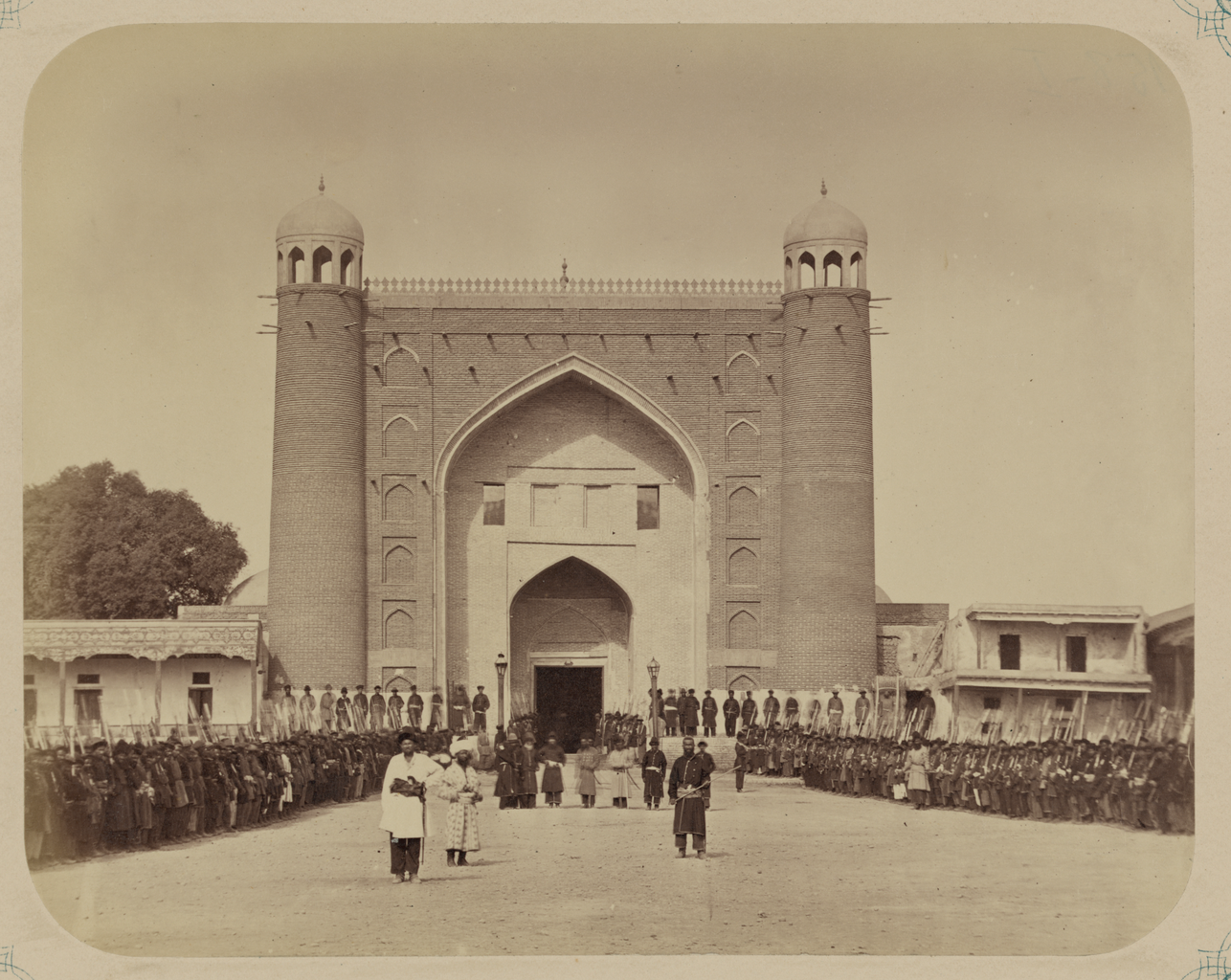
Коканд. Внешние ворота ханского дворца (1870-е годы)

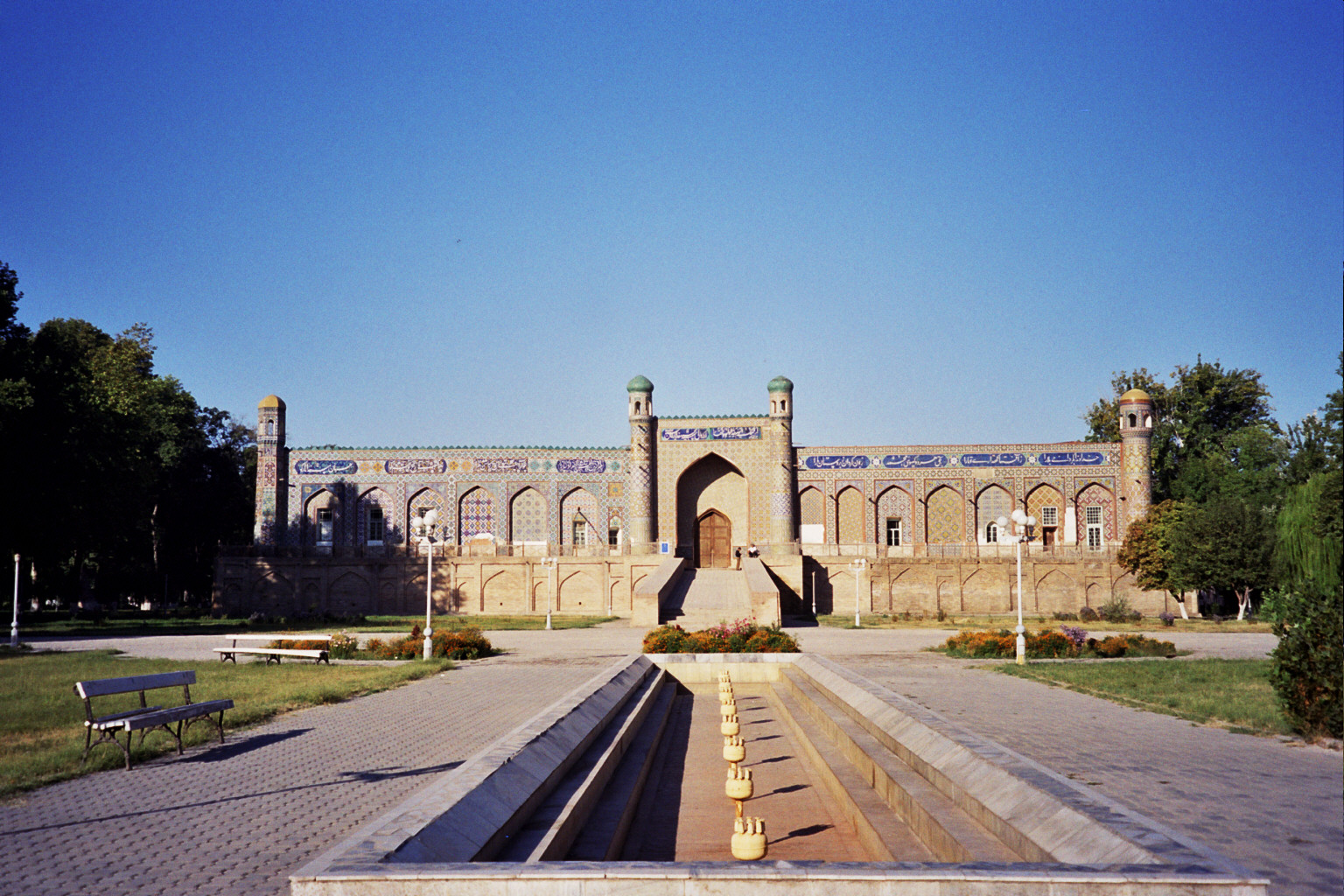
Вид на вход во дворец Худояр-хана

В культурном строительстве кокандский правитель Умар-хан пытался подражать Тимуру и создал условия для процветания науки и литературы в Кокандe. В период правления Умар-хана были построены мечети и медресе в таких городах как: Коканд, Ташкент, Туркестан, Чимкент, Сайрам, Аулие-ата. Был основан новый город Шахрихан. В период его правления в Коканде возник своеобразный центр литературы. Согласно источникам, в городе творили более 70 поэтов. При дворе хана были собраны лучшие поэты, художники и каллиграфы. Сам Умархан писал стихи под литературным псевдонимом «Амири». До нас дошёл сборник его стихов, состоящий из более чем 10 тысяч строк. Заметное место в жизни двора занимала супруга Умар-хана Махларайим Надира (1792 — 1842) — узбекская поэтесса, классик кокандской (узбекской) литературы. Наряду с Увайси и Махзуной была представительницей кокандской женской поэзии. Она принимала деятельное участие в культурной жизни ханства как покровительница науки, литературы и искусства. На средства Надиры были построены медресе, бани, торговые ряды и другие общественные здания. В 1824—1825 гг. Надира построила два медресе — у большого кладбища (медресе Чалпак) и у кузнечного ряда (медресе Махлар-айим), один сиротский дом и приют для странников.  Поэт Мушриф сообщает о пище и одежде, которыми снабжались учащиеся медресе Махлар ойим. В медресе были собраны различные книги и рукописи. Продолжая литературную традицию своего и матери кокандский хан Мухаммад Алихан писал стихотворения под псевдонимом «хан». До нас дошли его небольшой диван и несколько стихотворений. Большое влияние на его творчество оказали произведения Физули, и он даже начал писать в подражание известной поэме Физули дастан под названием «Лейли и Меджнун».

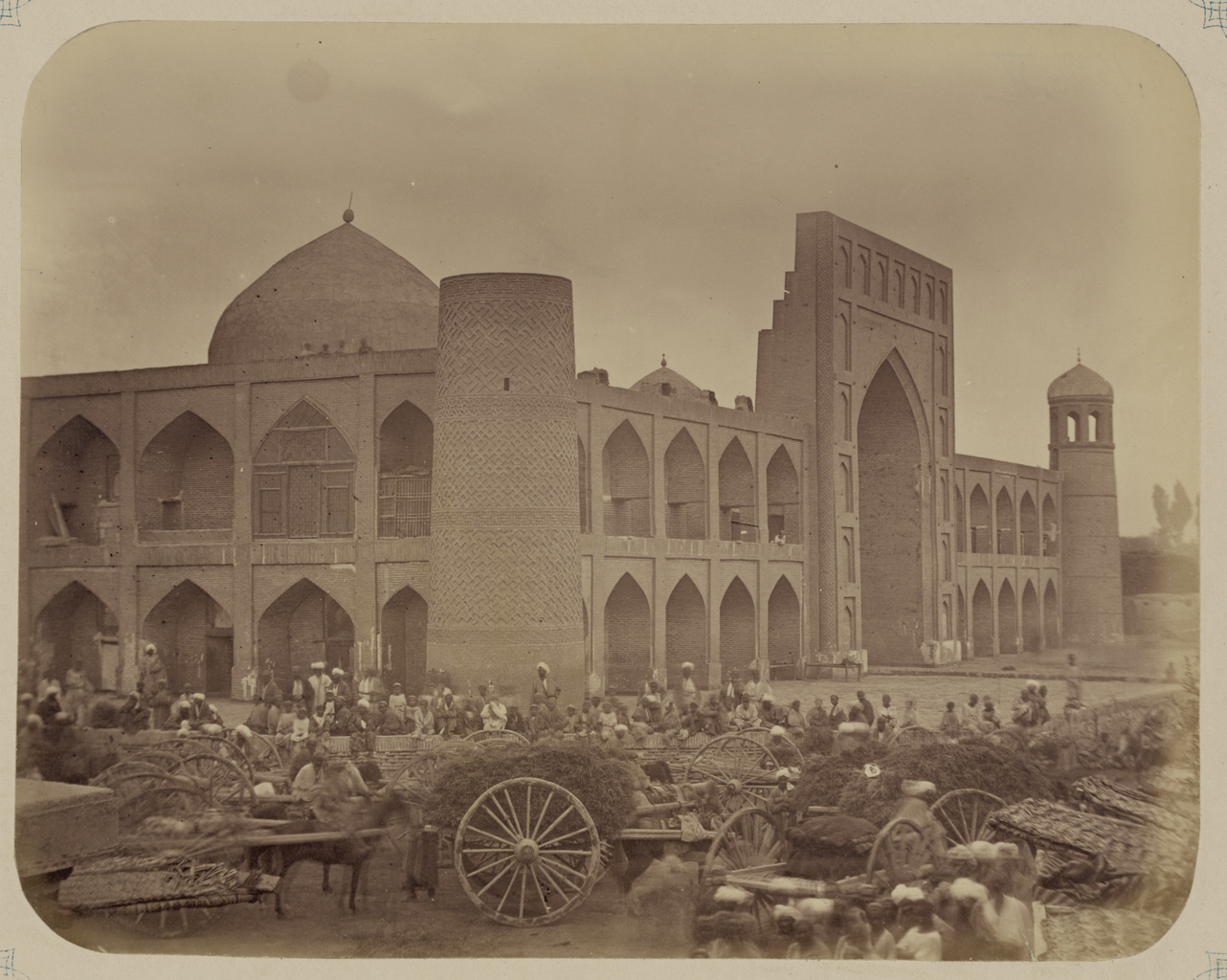
Вид на медресе Мадали-хана

Медресе считалось высшим мусульманским учебным заведением ханства и были тысячи мактабов (школ). При дворце кокандского хана Худаяр-хана была открыта школа для обучения наследника и детей высокопоставленных лиц. Существовали школы для мальчиков и отдельно для девочек. Поэтесса Дильшод содержала школу в Коканде, где в течение пятидесяти одного года  обучила грамоте восемьсот девяносто девушек, из которых почти четвертая часть обладала способностью к поэзии и были поэтессами.
В 1841 г. в Коканде функционировало главное ханское медресе, где обучались до 1000 мулл-студентов. Этим медресе управляли два главных преподавателя-мудариса: Ишан Мавлани и Махзуми-Бухари. . В 1875 году в Коканде было 40 медресе, в Маргилане 10 медресе, а в Андижане – 6 медресе.. В 1870-х годах в Коканде было около 40 медресе: «Мир» (основано Нарбута-бием в 1799 г.), «Мир-Бутабек» (основано Мир-Бутабеком, сыном Ирдана-бека), «Хаким-Тюра» (основано Хаким-Тюра в 1795 г.), «Хан-Хаджа Ишан» (основано Хан-Хаджа Ишаном в 1789 г.), «Бузрук-Хаджа» (основано Бузрук Хаджа Ишаном в 1801 г.), «Пир-Мухаммад-Ясаул» (основано Пир Мухаммад Ясаулом в 1802 г.), «Хаджабек» (основано Хаджа-беком в конце XVIII в.), «Ахунд-Диванбеги» (основано Мулла Мухаммад-Ахуном в 1805 г.), «Минг Ойим» (основано Минг-Ойим женой Нарбута-бия в 1802 г.), «Джами» (основано Умар-ханом в 1817 г.), «Мир-Бутабай» (основано в 1827 г.), «Хаджа-Дадхах» (основано Бузрук-Хаджа Ишаном в 1822 г.), «Мадалихан» (основано Мухаммад Али-ханом в 1829 г.), «Хоким-Ойим» (основано в честь матери хана в 1869 г.), «Султан Мурад-бек» (основано Султан Мурадбеком, сыном Шерали-хана в 1872 г.)..
В XIX в. в Коканде быстро развивается историография. Ряд средневековых исторических трудов переводятся на узбекский язык и пишутся новые исторические труды о Кокандском ханстве. Абдулкарим Фазли Намангани (конец XVIII - начало XIX в.) был историком и поэтом, составившим антологию ферганских поэтов и автором «Умар-наме», «Зафар-наме», стихотворной хроники царствования Умар-хана.. Мирзо Каланлар «Мушриф» (псевдоним) Исфараги был придворным историком и поэтом в Кокандском ханстве при Умархане. Умар-хан приказал ему изложить в прозе стихотворную историю его царствования, написанную Фазли Намангани под названием «Зафар-наме». Хаджа Мухаммад Хакимхан бин Саид Маъсумхан (1802-1860) принадлежал к знатной кокандской семье: по матери был внуком кокандского хана Нарбутабека и племянником Алим-хана. Хакимхан в 1824 г. был принят в Оренбурге российским императором Александром I. Автор рассказал об этой встрече с русским императором в своем сочинении «Мунтахаб ат-таворих». Хакимхан побывал и в Османской империи и Египте, а затем - в Мекке и Медине. Историк Мулла Нийаз-Мухаммад Хуканди Нияз Мухаммад Хуканди был автором «Тарих-и Шахрухи».. Поэт и историк Махзун (настоящее имя Зиёдулла Хуканди) по приказу Худаяр-хана написал книгу «Шахнаме». В ней описаны события, происшедшие в Кокандском ханстве. Книга состоит из 1696 страниц и описывает историю узбекской династии минг начиная с Алтун-Бешига до Худаяр-хана включительно..
При правителе Хорезма - Аллакули-хане (1825—1842) Хива была обнесена стеной, длина которой составляла 6 километров. Основа нынешнего архитектурного облика Хивы складывалась с конца XVIII вплоть до XX века. Архитектурный ансамбль Хивы отличается единством. Внутри него сначала была построена Ичан-Кала (внутренняя крепость), где находились дворец хана, жилище для ханской семьи, мавзолей, медресе, мечети. Один из сохранившихся памятников Хивы — мавзолей Саида Аллаутдина — построен в XIV веке. До нас дошли также другие архитектурные памятники Куня-Арк, соборная мечеть, Ак-Мечеть, мавзолей Уч-овлия, мавзолеи Шергазихана, караван-сарай Аллакулихана, медресе инака Кутлуг-Мурада, медресе инака Мухаммад-Амина, дворец Таш-Хаули, состоящий в 163 комнат (построен при Аллакулихане). Они свидетельствуют о мастерстве хивинских строителей, камнетёсов, художников по дереву. В этом отношении Хива являлась гордостью ханства.
Выдающимся узбекским историком и поэтом Хорезма был Мунис Шермухаммад 1778 — 1829). Он был выходцем из узбекского рода юз. Отец его — Эмир Аваз-бий мираб был родом из хорезмийского села Кият и принадлежал к узбекской племенной аристократии. Дядя поэта, историка Агахи Мухаммад Риза. Автор исторического труда „Райский сад счастья“. С 1800 года служил при дворе хивинских ханов Аваз-инака, Эльтузара, Мухаммад Рахим-хан I придворным хронистом и секретарем. В 1804 году составил диван своих произведений, который позже был дополнен и получил название „Мунис ул-ушшок“. В 1806 году по поручению хивинского хана Эльтузара (1804—1806) начал писать историческое произведение „Фирдавс ул икбал“. Сочинение состояло из пяти глав и содержало краткое изложение всеобщей истории и историю Хивы, включая периоды правления Эльтузара и Мухаммад Рахим-ханa (1806—1825). Когда изложение событий было доведено до 1812 г., автор получил от хана поручение приступить к переводу с персидского на узбекский язык известного исторического труда Мирхонда "Раузат-ус-сафа".
Узбекский поэт и историк Мухамма́д Риза́ Агахи́ (1809—1874) принадлежал к узбекской знати из рода юз. Когда Мухаммад Ризе исполняется три года, его отец Эрниязбек умирает, и Мухаммад Риза остается в руках своего дяди Муниса Шермухаммада, который являлся известным поэтом, писателем, историком и переводчиком, и широко известен под именем Мунис Хорезми. Автор исторических трудов „Рияз уд-давла“ („Сады благополучия“), „Зубдат ут-таварих“ („Сливки летописей“), „Джами ул-вакиати султани“ („Собрание султанских событий“), „Гульшани давлат“ („Цветник счастья“) и „Шахид ул-икбал“ („Свидетель счастья“). В сочинении „Рияз уд-давла“ повествуется история Хорезма с 1825 по 1842 год. В „Зубдат ут-таварих“ излагается история Хорезма с 1843 по 1846 год. „Джами ул-вакиати султани“ посвящено истории Хорезма с 1846 по 1855 год. „Гульшани давлат“ включает в себя историю с 1856 по 1865 год. Последнее произведение Агахи „Шахид ул-икбал“ посвящено периоду с 1865 по 1872 год.
Первым ученым из Хорезма и единственным из Центральной Азии, который получил должность в библиотеке Академии наук в Будапеште был филолог Мулла Исхак (1836—1892).
Россия аннексировала часть Хивинского ханства, в 1873 году. После этого усилились связи с Российской империей.
Атаджан Абдалов (1856—1927) — стал первым узбекским книгопечатником, основателем книгопечатания на территории Хорезма в 1874 году. Он закупил необходимое оборудование и открыл первую в Средней Азии литографию. В 1876 году Атаджан Абдалов напечатал философский труд Аль-Фараби «Удел детей». Хивинский хан Мухаммад Рахим-хан II назначил в качестве помощников Атаджана Абдалова прогрессистов Мухаммада и Худайбергена (токаря и резчика по дереву) Худайбергана печатника, Исмаила и Камиля — десяти учеников. В литографиях выпускались произведения классиков узбекской и классической литературы — таких, как Алишер Навои, Мунис Хорезми, Мирза Абдукарим, Машраб, Агахи и других. Вслед за первыми предприятиями стали открываться новые, преследовавшие в основном коммерческие цели. Их главной продукцией были учебники, использовавшиеся в медресе. Особым спросом пользовались такие книги, как «Хафтияк» — отрывки из Корана, «Чоркитоб» — описание мусульманских обрядов, и другие.
В составе хорезмийской делегации отправившейся в 1908 году в Санкт-Петербург был и Худайберген Деванов. В столице Российской империи Х. Диванов изучал тонкости фотографического дела у признанных профессионалов. Х. Диванов привез на родину различные фото- и кинопринадлежности, что позволило ему самостоятельно снять первый узбекский документальный киносюжет о выезде на фаэтоне в 1910 г. хивинского хана Асфандияра. Сохранились также его первые киноленты «Памятники архитектуры нашего края» (114 метров, 1913 г.), «Виды Туркестана» (100 метров, 1916 г.) и др.
1908 год стал годом рождения узбекского кино. Худайберген Деванов снимал на камеру исторические достопримечательности, минареты, мечети и многое другое. Благодаря его работе жители других стран впервые познакомились с древней самобытной культурой Хорезма.
При правлении бухарского эмира Музаффара в Бухарском эмирате появились первые награды. В 1881 году он учредил орден Благородной Бухары, который имел только звезду. В литературе орден Благородной Бухары чаще всего и упоминается как «звезда» (иногда даже как «орден Восходящей звезды Бухары»).

### Развитие культуры в эпоху Российской империи
В начале XX века в Ташкенте зародилось национально-просветительское движение — джадидизм. Одним из лидеров туркестанских джадидов был Мунаввар Кары Абдурашидханов (1878—1931) — узбекский просветитель и руководитель организации Шура-и-Ислам в Туркестане. С.Абдугаффаров был первым коренным туркестанцем, освоившим русский язык, мусульманским просветителем В начале 1880 годов Абдугафаров одним из первых представителей местной интеллигенции пришел к выводу о необходимости модернизации структуры традиционного образования подрастающего поколения (с сохранением системы исламских ценностей) другим просветителем из Ташкента был А.Авлони, который в 1904 году стал одним из руководителей джадидов, а в 1909 году он создал организацию «Жамияти хайратия». В 1907 году Авлони основал газету «Шухрат». Авлони первым предложил преподавать географию, химию, астрономию и физику в национальных школах Туркестана
Ташкентский реформатор, Исмаил Обиди (1880—1941) с 1906 году начал выпускать джадидистскую газету «Таракки» на узбекском языке, но вскоре газета была закрыта властями из-за ряда критических статей. В Ташкенте стал известен как Исмаил Таракки. Другим выходцем из Ташкента был Абдурахман Садык огли (1879—1918) видный узбекский просветитель, переводчик-полиглот, журналист, джадидист. В 1908 году знакомится с Мунавваркары Абдурашидхановым, через которого познакомился с идеями джадидизма. В 1915 году открыл общественно-политический журнал «Аль-Ислах», который был закрыт властями в 1918 году из-за критических статей. Редактором журнала являлся сам Абдурахман Садык огли. Он написал ряд трудов по исламской этике и о истории священных мусульманских городов. Выходцем из Ташкента был первый узбекский адвокат У. Асадуллаходжаев — из основателей общества Туран (1913). Он основал в Ташкенте газету «Садои Туркистон» (4 апреля 1914 г.) и был ее редактором. Он был председателем общества Шура-и Исламия. Секретарь и член Центрального Совета мусульман Туркестана, созданного на Первом съезде мусульман-мусульман Туркестана (апрель 1917 года). Член ЦК Всероссийского мусульманского совета (1917).

### Развитие культуры в Советскую эпоху (1917—1991)
Первой столицей советского Узбекистана в 1924 г. стал Самарканд. В 1930 году столица перенесена в Ташкент.
Узбекская письменность в 1929 году была переведена с арабской на латиницу, а с 1940 года на славянскую графическую основу; за этим последовала кампания по преодолению неграмотности. В 1925—1930 годах Самарканд был столицей Узбекской ССР, в нём размещалось правительство Узбекистана во главе с Файзулло Ходжаевым. В этот период по проектам немецких архитекторов были построены Республиканская больница, главное здание университета. В 1927 году в Узбекистане был открыт второй университет после Ташкента, был образован Узбекский педагогический институт, который в 1930 году был переименован в Узбекскую государственную педагогическую академию, в 1933 году — в Узбекский государственный университет, а в 1961 году — в Самаркандский государственный университет, которому было присвоено имя величайшего средневекового среднеазиатского поэта, философа и государственного деятеля Алишера Навои. В Самарканде были образованы другие высшие учебные заведения масштаба всей советской Средней Азии: Самаркандский государственный медицинский институт, Самаркандский кооперативный институт, Самаркандский государственный педагогический институт имени Садриддина Айни, Самаркандский государственный архитектурно-строительный институт, Самаркандский сельскохозяйственный институт, Самаркандское высшее военное автомобильное командно-инженерное училище и другие.
Уровень грамотности поднялся с 4 % (1897) до 99 % (1977), в советский период открыты большинство ВУЗов страны (в том числе Ташкентский университет, с 1918), основана Академия наук Узбекской ССР (1943), театры (в том числе в 1919 — Узбекский театр драмы, в 1939 — Узбекский театр оперы и балета). В 1943 году был создан Институт истории и археологии АН Узбекской ССР, первым директором которого стал З.Раджабов.
В 1956 году в Ташкенте создан Институт ядерной физики АН СССР, построен и физически запущен исследовательский ядерный реактор, под Ташкентом построен научный городок Улугбек, так называемая «Среднеазиатская Дубна». В 1956 г. началось возрождение Академии наук Узбекистана, создание 6 новых профильных институтов в её составе, приобретено современное научное оборудование, расширены производственные площади научных центров, приняты решения по социальному обеспечению учёных, по условиям их жизни и обеспеченности жилищем. В октябре 1956 год состоялось Общее собрание Академии наук Узбекистана, на котором поставлены вопросы приоритетного развития актуальных для республики отраслей науки. Внесены изменения и дополнения в Устав АН Узбекской ССР. Тайным голосованием (на конкурсной основе) избран новый состав академиков, почётных академиков, членов-корреспондентов, членов Президиума, председателей отделений АН Узбекской ССР, сохранена преемственность кадров.
При Рашидове в 1966 году была заново отстроена столица Узбекистана — Ташкент, возведены новые музеи, парки, театры, памятники. В 1970 году было отпраздновано 2500-летие Самарканда, и в связи с этим были проведены большие мероприятия в Самарканде, открыт музей истории города, театр оперы и балета. В 1977 году впервые в Центральной Азии было открыто метро в Ташкенте.
В 1969 году в Самарканде был проведён международный симпозиум по истории искусства времени Тимуридов. В 1973 году широко отмечалось 1000-летие знаменитого ученого Абу Рейхана аль-Бируни, был снят художественный фильм.
При руководстве страной Ш. Р. Рашидовым историками была написана и издана в 1967—1970 гг. на узбекском и русском языках 4-х томная История Узбекистана. После смерти Рашидова многотомные всеобщие истории Узбекистана уже не издавались за исключением отдельных томов по отдельным периодам.
При Ш.Рашидове впервые на узбекском языке была выпущена 14-томная Узбекская советская энциклопедия, а также издана отдельная энциклопедия Ташкент. Историки подготовили и издали отдельные тома по истории Бухары, Ташкента, Коканда, Хорезма и Каракалпакской АССР.
Число научно-исследовательских институтов в Узбекистане при руководстве Ш. Рашидова возросло с 64 в 1960 году до 100 в начале 1980-х годов. По инициативе Ш. Рашидова впервые в Центральной Азии был основан Институт археологии, открытый в 1970 году в Самарканде.
В 1970 году на каждый 10 тыс. чел населения Узбекистана приходилось 192 студента. В 1975/76 уч. г. в 9,7 тыс. общеобразовательных школ всех видов обучалось 3,8 млн учащихся, в 273 профессионально-технических учебных заведениях — 117 тыс. учащихся, в 187 средних специальных учебных заведениях — 185,2 тыс. учащихся, в 42 вузах — 246,6 тыс. студентов. В 1975 на 1000 чел., занятых в народном хозяйстве, приходилось 779 чел. с высшим и средним (полным и неполным) образованием (в 1939 — 61 чел.).
В 1975 в научных учреждениях (включая вузы) работали 30,9 тыс. научных работников.
Значительное развитие получила сеть учреждений культуры. На 1 января 1975 действовали 26 театров. Крупнейшая республиканская библиотека — Государственная библиотека Узбекской ССР им. А. Навои (4,2 млн экз. книг, брошюр, журналов и др.); 6,3 тыс. массовых библиотек (39,8 млн экз. книг и журналов); 31 музей.
В 1975 году было выпущено 2147 названий книг и брошюр общим тиражом 36,0 млн экз., в том числе 1037 названий на узбекском языке (тиражом 22,5 млн экз.). Выходило 141 журнальное издание годовым тиражом 134,4 млн экз.; выпускались 257 газет. Общий годовой тираж — 881 млн экз. На узбекском языке выходило 169 газет.
В 1970—1980 годы при поддержке Рашидова в Узбекистане были сняты три больших исторических сериала: «Сокровища Улугбека» по произведению Адыла Якубова, 10 серийный видеофильм[уточнить] «Алишер Навои» по роману Айбека, 17 серийный сериал «Огненные дороги» по роману Камиля Яшена.
Впервые были сняты большие художественные исторические фильмы про гениев мировой науки, родившихся на территории современного Узбекистана: Авиценну — «Юность гения», про Мирзо Улугбека — «Звезда Улугбека», про Бируни — Абу Райхан Беруни.
В 1966 году на базе киностудии «Узбекфильм» был создан цех по производству мультфильмов. В 1968 году вышел в свет первый узбекский рисованный мультфильм «Храбрый воробей». В середине 1970-х годов мультипликационный цех стал «Объединением кукольных и рисованных мультфильмов»; были сняты мультфильмы: «Баллада о соколе и звезде» Мавзура Махмудова и «Озеро в пустыне» Назима Тулаходжаева, «Ходжа Насреддин». В 2022 году, пересказ притчей о Ходже Насреддине вошли в список наследия ЮНЕСКО.
В 1966 году на киностудии «Узбекфильм» Самигом Абдукаххаром и Анатолием Кобуловым был создан первый сатирический художественный киножурнал в Узбекистане - «Наштар». «Наштар» стал первопроходцем жанра телевизионных журналистских расследований в Узбекистане. В сюжетах киножурнала вскрывались факты бесхозяйственности, хищений собственности, нарушений трудовой дисциплины на различных предприятиях республики. В ряде случаев такая критика приводила к исправлению выявленных недостатков и недоработок. В год выходило 6 выпусков, всего было выпущено более 200 номеров-серий. «Наштар» демонстрировался в кинотеатрах Узбекистана перед киносеансами. 
Рашидов поддерживал молодых поэтов и писателей Узбекистана. При нём в культуре Узбекистана появились такие выдающиеся поэты как Эркин Вахидов (автор стихотворения «Узбегим») и Абдулла Арипов (автор стихотворения «Узбекистон»). В этот период появились такие талантливые писатели как Шараф Башбеков, Тагаймурад Мингнаров, Уткур Хашимов, Тахир Малик.
Кроме этого, важным аспектом культурной политики стало создание трёх музеев-заповедников: «Ичан-кала» в Хиве (1968 г.), Самаркандского объединенного историко-архитектурного и художественного музей-заповедника (1982 г.) и Бухарского архитектурно-художественного музея-заповедника (1983).
В 1970 году был создан ВИА «Ялла», ставший популярным во всем Советском Союзе. Одними из основ успеха «Яллы» были: использование, наряду с электрогитарами и электроорганом, народных узбекских инструментов — рубаба, дойры и др., восточных песенных мотивов в современной (1970-х годов) обработке. Репертуар ансамбля складывался в основном из песен на узбекском языке, исполнялись также композиции на русском и на английском языках. Известность получили композиции ансамбля «Ялла», созданные по мотивам народных узбекских песен. Коллектив и его лидер Фаррух Закиров разработали свой подход к интонационно-ритмическому началу узбекского фольклора и создали такие известные песни, как «Маджнунтол» («Плакучая ива»), «Бойчечак» («Подснежник»), «Яллама ёрим» и другие.

### Развитие культуры в эпоху независимого Узбекистана
После распада СССР появились новые задачи в развитии узбекской государственности и системы образования. В сентябре 1992 года был образован Университет мировой экономики и дипломатии (УМЭД) в системе Министерства иностранных дел Республики Узбекистан, который стал кузницей кадров узбекской дипломатии. Еще в июле 1991 года был создан Ташкентский Государственный университет востоковедения, а в дальнейшем он был расширен и сейчас в нем функционируют 6 научно-исследовательских центров: Восточная лингвистика, Литература стран Востока и переводоведения, История, источниковедение и историческая география народов Центральной Азии, Теоретические и практические проблемы экономики и экономических отношений стран зарубежного Востока, Центр азиатско-европейских исследований, Научный центр изучения и пропаганды научного наследия Махмуда Замахшари. Это было первое и единственное специализированное высшее учебное заведение в Центральной Азии, начавшее подготовку квалифицированных специалистов для ряда отраслей востоковедения.
В 1994 году по указу президента Республики Узбекистан Ислама Каримова был создан Самаркандский государственный институт иностранных языков. Он является одним из крупнейших институтов Узбекистана и Центральной Азии по изучению иностранных языков. В настоящее время институт подготавливает высококвалифицированных иностранных филологов специалистов, в том числе, гидов-переводчиков для высшего и среднего специального образования, а также инфраструктурам туризма.
В 1996 году по инициативе президента Ислама Каримова, в честь празднования 660-летия со дня рождения Тимура был открыт Государственный музей истории Тимуридов. В 2007—2011 годах был выполнен проект фундаментальных исследований «Изучение в Узбекистане и за рубежом письменных памятников эпохи Тимуридов», в рамках которого были собраны материалы и сведения, касающиеся рукописей эпохи Амира Тимура и Тимуридов, хранящихся в других странах.
Музей памяти жертв репрессий был образован в соответствии с Указом президента Республики Узбекистан «Об учреждении Дня поминовения жертв репрессий» от 1 мая 2001 года и Постановлением Кабинета Министров Республики Узбекистан от 8 ноября 2002 года № 387. Учитывая значение музея «Памяти жертв репрессий» и согласно Постановлению президента Республики Узбекистан от 5 мая 2008 года экспозиция музея была обновлена. Музей расположен в месте, где с начала 1920-х годов и до конца 1930-х годов происходили массовых казни репрессированных.
Одним из ярких символов первого десятилетия эпохи независимости Узбекистана был узбекский поэт Мухаммад Юсуф (1954—2001). По оценкам современников Мухаммад Юсуф являлся одним из наиболее одарённых узбекских поэтов конца XX — начала XXI века. 26 апреля 2014 года согласно Постановлению Президента в Узбекистане прошло торжественное празднование 60-летия Мухаммада Юсуфа. К празднованию был приурочен выход документального фильма посвящённого поэту и печать сборника его избранных произведений. На фронтоне дома № 1 по улице Пушкина-Салар, в котором жил и работал Мухаммад Юсуф была установлена памятная доска в честь поэта.
По сценарию писателя Ш. Башбекова были сняты фильмы «Безликий» (1992), «Золотой мальчик» (1993), «Железная женщина», «Маъруф и Шариф» (1996), «Шут». Сериал «Чертово колесо» (Чархпалак) принес большой авторитет писателю. Ш. Башбеков за драму «Железная женщина» удостоен Государственной премии Республики Узбекистан (1990). Фильм стал культовым в узбекском кинематографе.
В эпоху И. Каримова в Узбекистане впервые учёные-женщины получили возможность защитить докторские диссертации в ведущих научных учреждениях Европы и США..
Узбекский писатель Мамадали Махмудов провел в тюрьмах 17 лет по обвинению в покушении на конституционный строй.  Находясь в заключении, Махмудов стал лауреатом премии Хеллмана-Хаммета, присуждаемой писателям — жертвам преследований по политическим мотивам, и премии «Чулпан», учрежденной в память жертв сталинских репрессий, которую он получил за роман «Бессмертные скалы», изданный во Франции в 2008 году. В ноябре 2018 года он был восстановлен в членстве Союза писателей Узбекистана.
Предложения президента Узбекистана Ш. Мирзиёева, высказанные во время посещения Музея памяти жертв репрессий 31 августа 2017 года, по случаю Дня поминовения жертв репрессий, были заложены в основу Постановления Кабинета Министров Республики Узбекистан «О мерах по созданию Государственного музея Памяти жертв репрессий при Кабинете Министров Республики Узбекистан и региональных музеев Памяти жертв репрессий при высших учебных заведениях» (№ 936 от 22.11.2017 г.)
.
В 2018 году в Ташкенте впервые началось строительство здания и научного комплекса Центра исламской цивилизации. Идёт формирование разделов музея и библиотеки, которые войдут в комплекс, составляются перечни экспонатов, рукописей, исторических документов.
В декабре 2018 года в связи с 90-летием кыргызского писателя — Ч.Айтматова в Узбекистане была названа улица имени Чингиза Айтматова и установлен барельеф писателя, а по мотивам повести «Тополёк мой в красной косынке» на средстве Узбеккино был снят художественный фильм «Sarvqomat dilbarim». В 2018 году по указанию президента Узбекистана Ш.Мирзиёева были проведены благостроительные работы в селе Манас Дустликского района Джизакской области. Манас — наиболее удалённый от центра населенный пункт, в котором проживают более 6,5 тысячи человек, в основном, этнические кыргызы.
В 2020 году был создан Парк Победы в Ташкенте. Была установлена Арка Победы. В парке обустроили композиции с окопами и блиндажами, полевыми кухнями. Были выставлены военная техника и вооружение тех лет. Открыт музей, библиотека и сцены.
В 2016 году в Ташкенте был инициирован Международный Проект «Культурное наследие Узбекистана в собраниях мира». Гуманитарный некоммерческий проект занимается каталогизацией культурного наследия Узбекистана, хранящегося за рубежом. Является основным проектом Всемирного Общества по изучению, сохранению и популяризации культурного наследия Узбекистана, которое было основано в 2018 году.Научным руководителем проекта стал Эдвард Ртвеладзе, председателем попечительского совета - Бахтиер Фазылов, автором и руководителем проекта - Фирдавс Абдухаликов. К 2022 году проектом издано 50 иллюстрированных книг-альбомов серии «Культурное наследие Узбекистана в собраниях мира», 13 томов серии «Архитектурная эпиграфика Узбекистана», подарочные эксклюзивные альбомы - «Керамика Риштана», четырехтомный альбом «Шедевры искусства Узбекистана». Подгтовленные при участии 
В августе 2022 года президент Шавкат Мирзиёев открыл новый памятник полководцу и государственному деятелю Джалолиддину Мангуберды в Ургенче. Высота скульптуры составляет 25 метров, а общий вес более 50 тонн.
В августе 2022 года в Самарканде был открыт второй памятник таджикско-персидскому поэту саманидской эпохи Абу Абдулло Рудаки.
В ноябре 2022 года Фонд развития культуры и искусства Узбекистана организовал в Париже две выставки, посвященные культуре Узбекистана. Выставка «Дорога в Самарканд, чудеса шелка и золота», посвященная узбекскому текстилю открылась в парижском Институте арабского мира, а масштабный проект «Сокровища оазисов Узбекистана. На пересечении караванных путей», охватывающий период с V—VI веков до нашей эры до эпохи правления Тимуридов, разместился в Лувре. Выставку открыли Эмманюэль Макрон и Шавкат Мирзиеев.
После приобретения независимости в Узбекистане были сняты несколько качественных картин, таких как  «Абдулладжан, или Посвящается Стивену Спилбергу»,  "Шайтанат", "Родина", "Свинец", "Забарджад", Отчие долины и другие. В 2019 году Ф.Ф.Абдухаликов назначен генеральным директором Национального агентства «Узбеккино», который запустил процесс кардинальных реформ. Его усилия по помощи развитию кинематографии Таджикистана были высоко оценены руководством Таджикистана и он получил нагрудный знак «Отличник Кинематографии Республики Таджикистан». В апреле 2021 года президент Узбекистана Шавкат Мирзиёев подписал указ «О мерах по поднятию киноискусства и киноиндустрии на качественно новый уровень и дальнейшему совершенствованию системы государственной поддержки отрасли». Согласно указу Национальное агентство «Узбеккино» было переименовано в Агентство кинематографии Узбекистана, был реконструирован Дом кино, а также учрежден ежегодный Ташкентский международный кинофестиваль «Жемчужина Шелкового пути», который стал правопреемником Международного кинофестиваля стран Азии, Африки и Латинской Америки.